# Manciukuò
Il Manciukuò (in cinese 滿洲國T, MǎnzhōuguóP; in giapponese 満州国?, Manshūkoku), noto ufficialmente come Stato della Manciuria prima del 1934 ed Impero della (Grande) Manciuria dopo il 1934, fu uno stato fantoccio, istituito dall'Impero giapponese nel 1932 in collaborazione con gli ufficiali della deposta dinastia Qing. Lo Stato si estendeva sui territori che oggi costituiscono la Manciuria e parte della Mongolia Interna ed era nominalmente governato da Pu Yi, l'ultimo imperatore della dinastia Qing, anche se l'amministrazione locale era in mano ai giapponesi. Ricopriva una superficie di 1,192 milioni di km². Il governo del Manciukuò venne sciolto nel 1945 dopo la resa del Giappone imperiale alla fine della seconda guerra mondiale. I territori rivendicati dal Manciukuò vennero conquistati per la prima volta durante l'invasione sovietica della Manciuria nell'agosto 1945, e poi trasferiti formalmente all'amministrazione cinese l'anno successivo.
Nonostante il nome (Mǎnzhōuguó, 滿洲國T, 满洲国S in cinese, significa "Paese dei Manciù"), i mancesi erano il secondo gruppo etnico del paese, mentre l'etnia maggioritaria era costituita dai cinesi Han; le zone occidentali del paese erano invece abitate prevalentemente da mongoli e questo comportava un differente tipo di amministrazione della zona rispetto al resto del paese. Erano presenti anche minoranze coreane, russe e giapponesi. Insieme alla Repubblica di Nanchino e al Mengjiang fu uno dei tre stati fantoccio creati dal Giappone in Cina.

## Nome
"Manciukuò" è una variante della romanizzazione Wade-Giles Man-chou-kuo della pronuncia mandarina Mǎnzhōuguó del nome giapponese originale dello stato, Manshūkoku (満州国). In giapponese, il nome si riferisce allo stato della Manciuria, la regione dei manciù. Il nome inglese, adattato per incorporare la parola Manchu, significherebbe lo stato del popolo manciù. In effetti, Manciukuò era spesso indicato in inglese semplicemente come Manchuria, un nome per la Cina nordorientale che era stato particolarmente impiegato dall'impero giapponese per promuovere la sua separazione dal resto del paese. Altre lingue europee usavano termini equivalenti: Manchukuo era noto ai suoi alleati come Manciukuò in italiano e Mandschukuo o Mandschureich in tedesco. Nel cinese odierno, il nome Manciukuò è ancora spesso preceduto dalla parola wěi (偽, "cosiddetto", "falso", " pseudo-", ecc.) per sottolineare la sua percepita illegittimità.
Il nome formale del paese venne cambiato in "Impero della Manciuria" (a volte indicato come Manciutikuò), dopo l'istituzione di Pu Yi come Imperatore Kāngdé nel 1934. In cinese e giapponese, i nomi erano Dà Mǎnzhōu dìguó e Dai Manshū teikoku. I Dà/Dai 大 ("più grandi", "grandi") vennero aggiunti secondo il modello dei nomi formali delle Grandi dinastie Ming e Qing, ma ciò non veniva utilizzato nelle lingue occidentali.
I giapponesi avevano i loro motivi per diffondere deliberatamente l'uso del termine Manciuria. Lo storico Norman Smith ha scritto che "Il termine 'Manciuria' è controverso". La professoressa Mariko Asano Tamanoi ha detto che dovrebbe "usare il termine tra virgolette" quando si riferisce alla Manciuria. Herbert Giles scrisse che "Manciuria" era sconosciuta agli stessi manciù come espressione geografica. Nella sua tesi di dottorato del 2012, il professor Chad D. Garcia ha osservato che l'uso del termine "Manciuria" era in disgrazia nell'"attuale pratica accademica" e preferiva il termine "nord-est".

## Storia

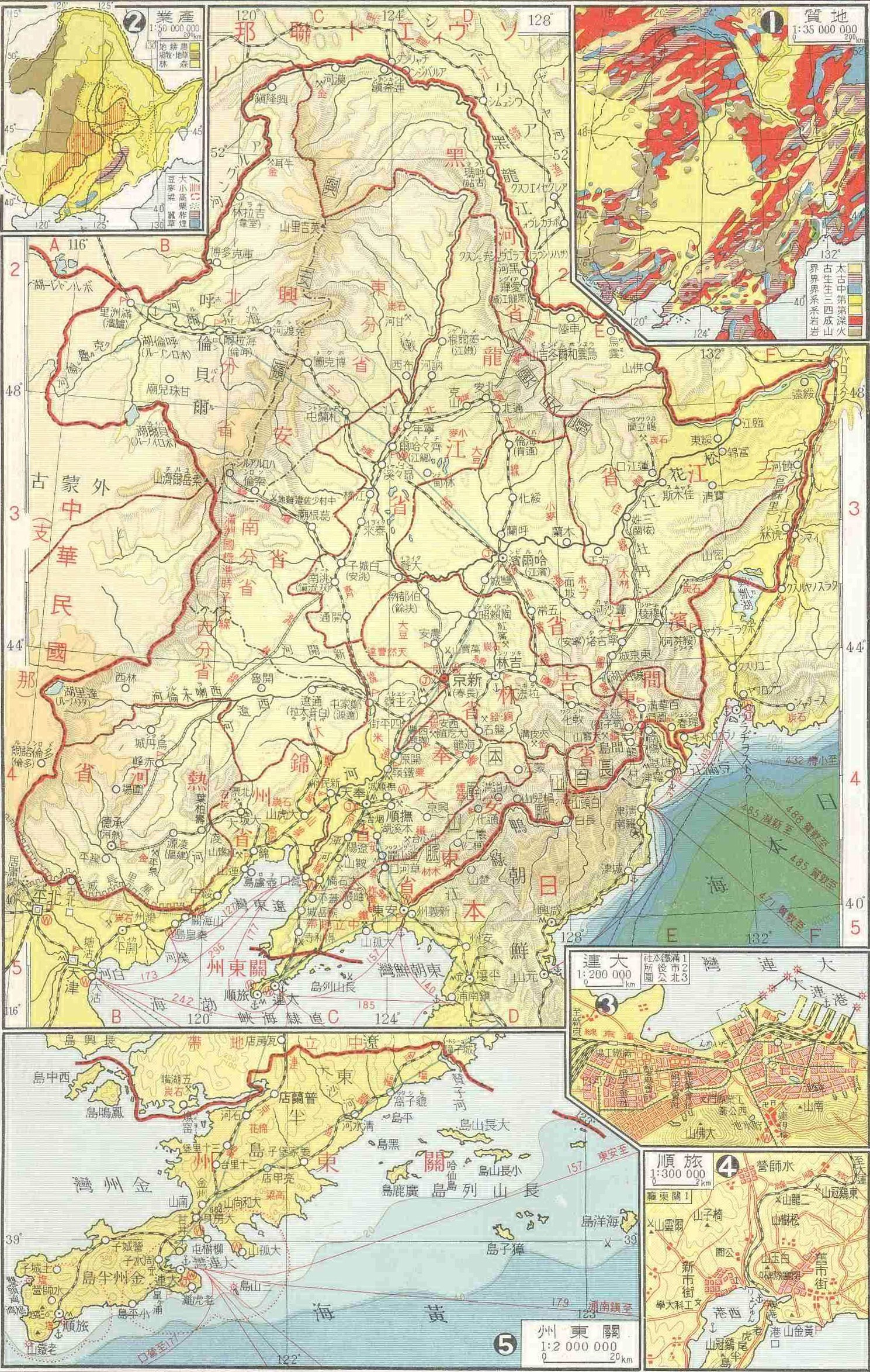
Mappa del Manciukuò

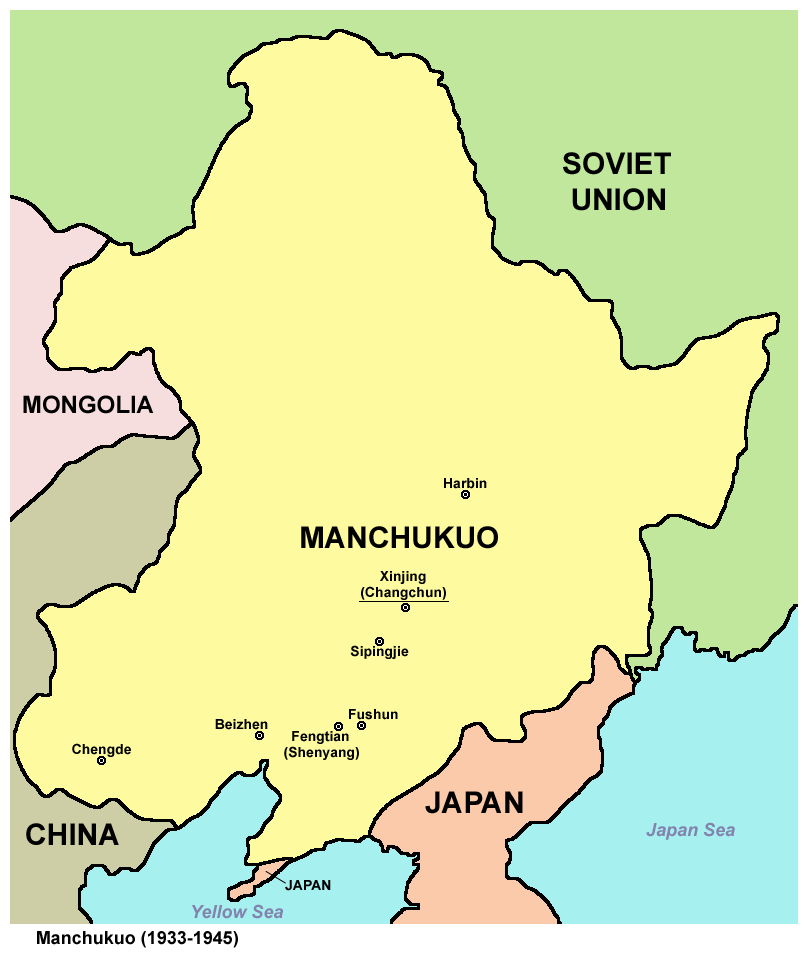
Manciukuò dal 1933 al 1945

La dinastia Qing, che sostituì le dinastie Shun e Ming in Cina, venne fondata dai manciù della Manciuria (attuale Cina nordorientale). Gli imperatori manciù separarono la loro patria nel Jilin e nell'Heilongjiang dalla provincia Han Liaoning con la Palizzata di salici. Questa divisione etnica continuò fino a quando la dinastia Qing non incoraggiò la massiccia immigrazione di Han nel XIX secolo durante il Chuang Guandong per impedire ai russi di impadronirsi dell'area dai Qing. Dopo aver conquistato i Ming, i Qing identificarono il loro stato come "Cina" (中國, Zhongguo; "Reame Centrale") e lo chiamarono "Dulimbai Gurun" in manciù. I Qing equipararono le terre dello stato Qing (comprese le odierne Manciuria, Xinjiang, Mongolia, Tibet ed altre aree) come "Cina" in entrambe le lingue cinese e manciù, definendo la Cina come uno stato multietnico, rifiutando l'idea che la Cina intendesse solo aree Han e proclamando che sia i popoli Han che quelli non Han facevano parte della "Cina". Lo stato Qing usò "Cina" per riferirsi ai Qing nei documenti ufficiali, nei trattati internazionali e negli affari esteri; la "lingua cinese" (ᡩᡠᠯᡳᠮᠪᠠᡳ
ᡤᡠᡵᡠᠨ ᡳ
ᠪᡳᡨᡥᡝ) riferita al cinese, al mancese e alle lingue mongole; e il termine "popolo cinese" (中國人 Zhongguo ren; in mancese: Dulimbai gurun i niyalma) si riferiva a tutti i sudditi Han, Manciù e Mongoli dei Qing. Le terre in Manciuria vennero dichiarate esplicitamente dai Qing come appartenenti alla "Cina" (Zhongguo, ᡩᡠᠯᡳᠮᠪᠠᡳ
ᡤᡠᡵᡠᠨ) negli editti Qing e nel trattato di Nerchinsk.
Durante la dinastia Qing, l'area della Manciuria era conosciuta come "tre province orientali" (三東省; Sān dōng shěng): nel 1683 Jilin e Heilongjiang vennero separate, anche se solo nel 1907 vennero trasformate in vere e proprie province. L'area della Manciuria venne poi convertita in tre province dal defunto governo della Qing nel 1907. Da quel momento "Tre Province Nordorientali" (東北三省T, 东北三省S, Dōngběi SānshěngP) venne ufficialmente utilizzato dal governo Qing in Cina per riferirsi a questa regione, e venne istituito il titolo di Viceré delle tre province nordorientali per farsi carico di queste province.
Quando il potere della corte di Pechino s'indebolì, molte aree periferiche si liberarono (come Kashgar) o caddero sotto il controllo delle potenze imperialiste. Nel XIX secolo, l'Impero russo era maggiormente interessato alle terre settentrionali dell'Impero Qing. Nel 1858, la Russia ottenne il controllo su un vasto tratto di terra chiamato Manciuria Esterna grazie al Trattato Supplementare di Pechino che pose fine alla seconda guerra dell'oppio. Ma la Russia non era soddisfatta e, mentre la dinastia Qing continuava a indebolirsi, fece ulteriori sforzi per prendere il controllo del resto della Manciuria. La Manciuria Interna subì una forte influenza russa nel 1890 con la costruzione della Ferrovia Orientale Cinese attraverso Harbin fino a Vladivostok.
L'ultranazionalista giapponese di estrema destra Società del Dragone Nero sostenne le attività di Sun Yat-sen contro i manciù, credendo che il rovesciamento dei Qing avrebbe aiutato i giapponesi a conquistare la patria dei manciù e che i cinesi Han non si sarebbero opposti all'acquisizione. Il leader Tōyama Mitsuru della Società Gen'yōsha credeva che i giapponesi avrebbero potuto facilmente conquistare la Manciuria, Sun Yat-sen ed altri rivoluzionari anti-Qing non avrebbero resistito ed avrebbero aiutato i giapponesi a conquistare ed ampliare il commercio di oppio in Cina mentre i Qing cercavano di distruggere il commercio dell'oppio. I Draghi Neri giapponesi sostenevano Sun Yat-sen e i rivoluzionari anti-Manciù fino al collasso dei Qing. Toyama sostenne le attività rivoluzionarie anti-manciù ed anti-Qing, comprese quelle di Sun Yat-sen e sostenne il Giappone che aveva conquistato la Manciuria. L'anti-Qing Tongmenghui venne fondata e situata in esilio in Giappone, dove si riunirono molti rivoluzionari anti-Qing.
I giapponesi avevano cercato di unire gruppi anti-manciù composti da persone Han per abbattere i Qing. I giapponesi furono quelli che aiutarono Sun Yat-sen a unire tutti i gruppi rivoluzionari anti-Qing e anti-Manciù e c'erano giapponesi come Tōten Miyazaki all'interno dell'alleanza rivoluzionaria anti-Manciù Tongmenghui. La Società del Dragone Nero ospitò il Tongmenghui nel suo primo incontro. La Società del Dragone Nero aveva relazioni molto intime con Sun Yat-sen e promosse il panasianismo e Sun a volte si spacciava per giapponese. Ciò ebbe legami con Sun per molto tempo. Gruppi giapponesi come la Società del Dragone Nero ebbero un grande impatto su Sun Yat-sen. Secondo uno storico militare americano, gli ufficiali militari giapponesi facevano parte della Società del Dragone Nero. La Yakuza e la Società del Dragone Nero contribuirono ad organizzare a Tokyo i primi incontri del Kuomintang tenuti da Sun Yat-sen e speravano d'inondare la Cina di oppio, rovesciare i Qing ed ingannare i cinesi affinché rovesciassero i Qing a vantaggio del Giappone. Dopo che la rivoluzione ebbe successo, i draghi neri giapponesi iniziarono a infiltrarsi in Cina e a diffondere oppio e sentimenti anticomunisti. I Draghi Neri spinsero per la conquista della Manciuria da parte del Giappone nel 1932.

### Le origini
Come risultato diretto della guerra russo-giapponese (1904-1905), l'influenza giapponese sostituì quella della Russia nella Manciuria Interna. Durante la guerra con la Russia, il Giappone aveva mobilitato un milione di soldati per combattere in Manciuria, il che significava che una famiglia su otto in Giappone aveva un membro che combatteva in Manciuria. Durante la guerra russo-giapponese, le perdite furono pesanti, con il Giappone che perse mezzo milione tra morti e feriti. Dal tempo della guerra russo-giapponese in poi, molti giapponesi iniziarono ad avere un atteggiamento proprietario nei confronti della Manciuria, assumendo il punto di vista che una terra in cui era stato perso così tanto sangue giapponese significava che in qualche modo ora apparteneva a loro. Le pubblicazioni giapponesi dal 1905 in poi spesso descrivevano la Manciuria come una terra "sacra" e "santa" dove erano morti tanti giapponesi. La guerra con la Russia aveva quasi mandato in bancarotta il Giappone, costringendo i giapponesi ad accettare il compromesso del Trattato di Portsmouth mediato dal presidente Theodore Roosevelt degli Stati Uniti, in base al quale il Giappone ottenne guadagni, ma da nessuna parte nella misura in cui il pubblico giapponese si aspettava. Il trattato di Portsmouth scatenò una rivolta anti-americana a Tokyo tra il 5 e il 7 settembre 1905, poiché il punto di vista generale in Giappone era che i giapponesi avevano vinto la guerra, ma perso la pace. La percezione in Giappone era che il Trattato di Portsmouth fosse un umiliante disastro diplomatico che non collocava tutta la Manciuria nella sfera d'influenza giapponese come ampiamente previsto e la questione della Manciuria era ancora "un affare incompiuto" che un giorno sarebbe stato risolto dall'Esercito Imperiale. Nel 1906, il Giappone stabilì la Ferrovia della Manciuria meridionale sull'ex Ferrovia Orientale Cinese costruita dalla Russia da Manzhouli a Vladivostok tramite Harbin con una diramazione da Harbin a Port Arthur (in giapponese: Ryojun), l'odierna Dalian.
Secondo i termini del Trattato di Portsmouth, l'Armata del Kwantung aveva il diritto di occupare la Manciuria meridionale mentre la regione cadeva nella sfera d'influenza economica giapponese. La società giapponese Ferrovia della Manciuria meridionale aveva una capitalizzazione di mercato di 200 milioni di yen, il che la rendeva la più grande società asiatica, che andava oltre la semplice gestione dell'ex rete ferroviaria russa nella Manciuria meridionale, possedendo i porti, le miniere, gli alberghi, le linee telefoniche e varie altre attività, che dominavano l'economia della Manciuria. Con la crescita della compagnia Ferrovia della Manciuria meridionale (Mantetsu) ci fu un aumento del numero di giapponesi che vivevano in Manciuria da 16.612 civili giapponesi nel 1906 a 233.749 nel 1930. La maggior parte degli impiegati del Mantetsu erano cinesi e gli impiegati giapponesi erano per lo più colletti bianchi, il che significava che la maggior parte dei giapponesi che vivevano in Manciuria erano persone della classe media che si vedevano come un'élite. In Giappone, la Manciuria era ampiamente vista come una controparte giapponese del "Selvaggio West", una pericolosa regione di frontiera piena di banditi, rivoluzionari e signori della guerra, ma anche un luogo in cui era possibile per i normali giapponesi che vivevano lì diventare molto benestanti. Come parte di questo "Selvaggio East" l'immagine della Manciuria era come una terra di sconfinata ricchezza e promessa, che divenne la visione prevalente della Manciuria in Giappone. Tra la prima e la seconda guerra mondiale la Manciuria divenne un campo di battaglia politico e militare tra Russia, Giappone e Cina. Il Giappone si trasferì nella Manciuria Esterna (cioè l'Estremo Oriente della Russia) come risultato del caos seguito alla rivoluzione russa del 1917. Tuttavia, una combinazione di successi militari sovietici e pressioni economiche americane costrinse i giapponesi a ritirarsi dall'area e la Manciuria Esterna tornò sotto il controllo sovietico nel 1925.
Durante il periodo dei signori della guerra in Cina, il signore della guerra, il maresciallo Zhang Zuolin, si stabilì in Manciuria con l'appoggio giapponese. Più tardi, l'Armata del Kwantung giapponese lo ritrovò troppo indipendente, così venne assassinato nel 1928. Assassinando il maresciallo Zhang, il "vecchio maresciallo", i generali dell'Armata del Kwantung si aspettavano che la Manciuria precipitasse nell'anarchia, fornendo il pretesto per impadronirsi della regione. Il maresciallo Zhang venne ucciso quando il ponte su cui stava viaggiando il suo treno venne fatto saltare in aria mentre venivano assassinati tre uomini cinesi e l'equipaggiamento esplosivo veniva posto sui loro cadaveri per far sembrare che fossero gli assassini, ma il complotto venne sventato quando il figlio di Zhang Zhang Xueliang, il "giovane maresciallo" gli succedette senza incidenti mentre il governo di Tokyo si rifiutò d'inviare truppe aggiuntive in Manciuria. Dato che l'Armata del Kwantung aveva assassinato suo padre, il "giovane maresciallo" – che a differenza di suo padre era un nazionalista cinese – aveva forti ragioni per non gradire la posizione privilegiata del Giappone in Manciuria. Il maresciallo Zhang sapeva che le sue forze erano troppo deboli per espellere l'Armata del Kwantung, ma i suoi rapporti con i giapponesi furono ostili fin dall'inizio.

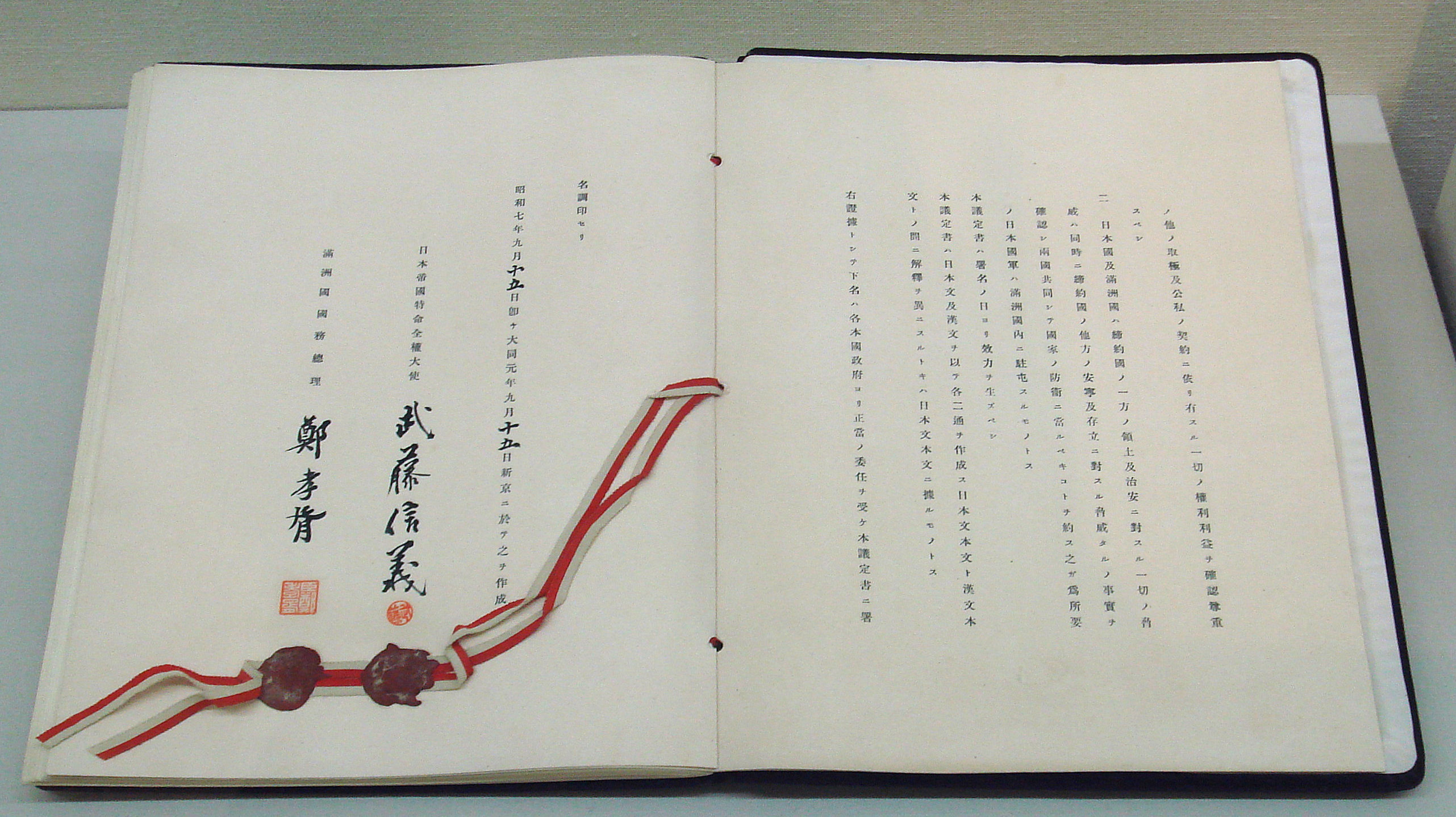
Il protocollo Giappone-Manciukuò, firmato il 15 settembre 1932

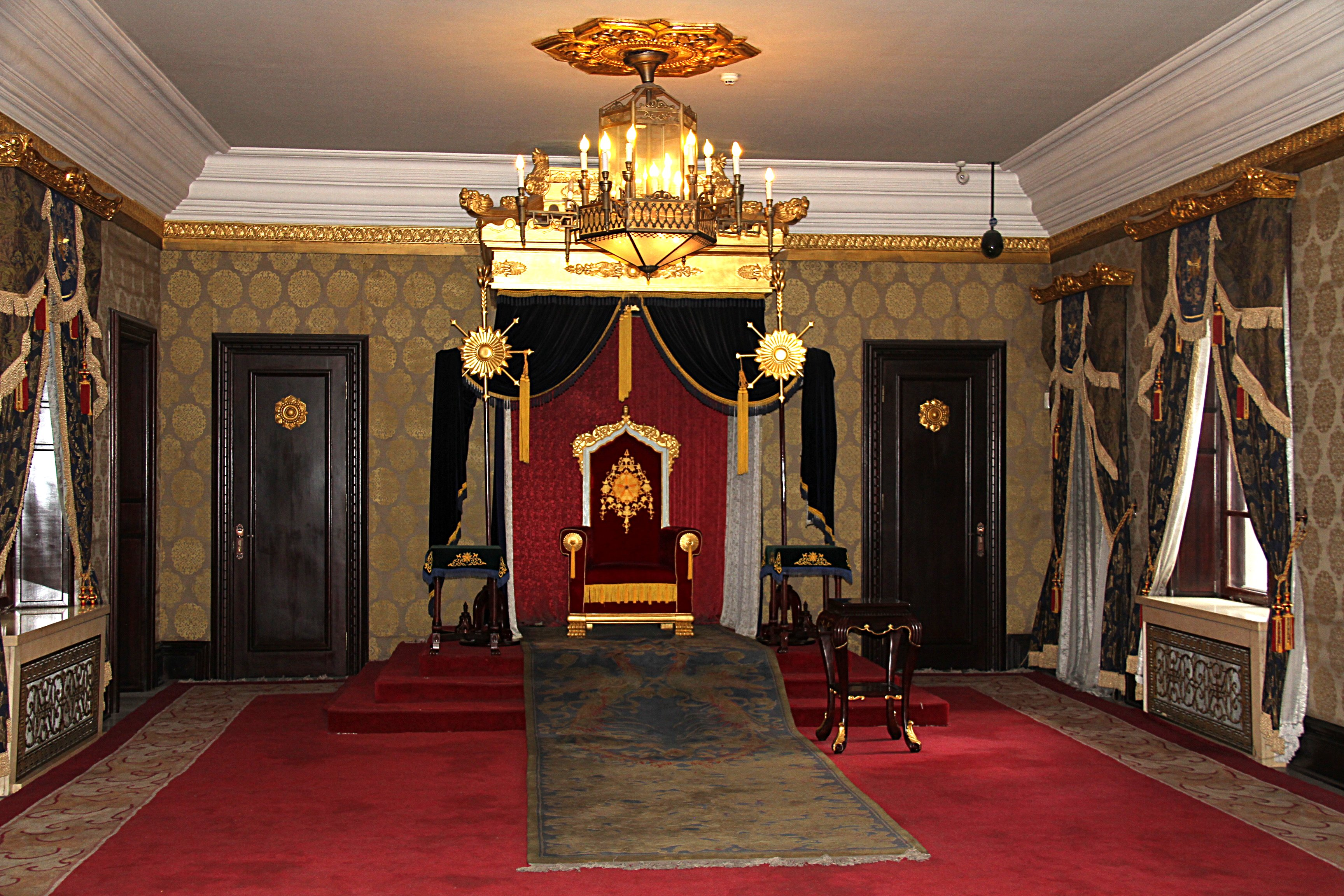
Trono dell'Imperatore del Manciukuò

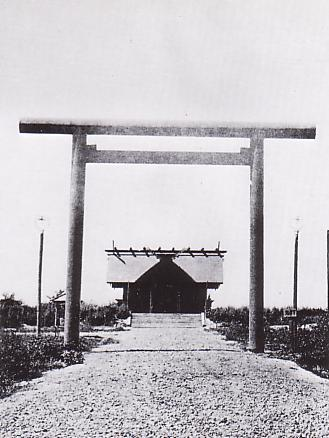
Santuario shintoista giapponese di Qiqihar, Heilongjiang (foto scattata prima del 1945).

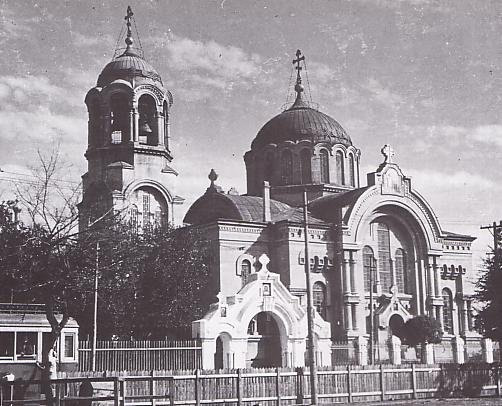
Chiesa ortodossa russa ad Harbin

Dopo l'invasione giapponese della Manciuria nel 1931, i militaristi giapponesi si mossero per separare la regione dal controllo cinese e per creare uno stato fantoccio allineato ai giapponesi. Per creare un'aria di legittimità, l'ultimo imperatore della Cina, Pu Yi, venne invitato a venire con i suoi seguaci e ad agire come capo di stato per la Manciuria. Uno dei suoi fedeli compagni era Zheng Xiaoxu, un riformista e lealista Qing.
Il "Consiglio Amministrativo Supremo del Nordest" (東北最高行政委員會, o Comitato Amministrativo del Nordest/東北行政委員會) venne istituito come governo fantoccio istituito dall'Impero del Giappone in Manciuria in seguito all'Incidente di Mukden. Il 16 febbraio 1932 l'esercito imperiale ospitò la "Conferenza di fondazione" o "Conferenza dei quattro grandi" con il governatore di Liaoning Zang Shiyi, il comandante dell'esercito provinciale del Kirin Xi Qia, il governatore dell'Heilongjiang Zhang Jinghui ed il generale Ma Zhanshan per istituire il Comitato amministrativo nordorientale. Nella sua seconda riunione, il comitato nominò i quattro precedenti e Tang Yulin, Ling Sheng e Qimote Semupilei come presidenti. Il 18 il Consiglio emise un comunicato in cui annunciava che "le province del Nordest sono totalmente indipendenti", i cui territori erano tutti nelle mani del Consiglio.
Il 18 febbraio 1932 il Consiglio amministrativo supremo del nord-est proclamò il Manciukuò ("Stato della Manciuria"), nominalmente sotto il controllo della Manciuria. Il 25 febbraio, il Consiglio decise il nome del nuovo paese (Manciukuò), la bandiera nazionale, il nome dell'era ed altro. Il Manciukuò venne formalmente istituito il 1º marzo ad Hsinking ed il consiglio venne sciolto. Venne riconosciuto dal Giappone il 15 settembre 1932 attraverso il Protocollo Giappone-Manciukuò, dopo l'assassinio del primo ministro giapponese Inukai Tsuyoshi. La città di Changchun, ribattezzata Xinjing (新京S, XinjingP, lett. "Nuova Capitale"), divenne la capitale della nuova entità. I cinesi in Manciuria organizzarono armate volontarie per opporsi ai giapponesi e il nuovo stato richiese una guerra della durata di diversi anni per pacificare il paese.
I giapponesi installarono inizialmente Pu Yi come capo di stato nel 1932 e due anni dopo venne proclamato imperatore del Manciukuò con il nome dell'era di Kāngdé (康 w Kang-te, "Tranquilità e virtù"). Il Manciukuò divenne così Manciutikuò ("Impero della Manciuria"). Zheng Xiaoxu servì come primo primo ministro del Manciukuò fino al 1935, quando gli succedette Zhang Jinghui. Pu Yi non era altro che un prestanome e la vera autorità era nelle mani degli ufficiali militari giapponesi. Venne costruito appositamente un palazzo imperiale per l'imperatore. I ministri manciù servivano tutti come uomini di facciata per i loro vice ministri giapponesi, che prendevano tutte le decisioni.
In questo modo, il Giappone staccò formalmente il Manciukuò dalla Cina nel corso degli anni '30. Con gli investimenti giapponesi e le ricche risorse naturali, l'area divenne una potenza industriale. Il Manciukuò aveva le proprie banconote ed i propri francobolli postali. Vennero fondate anche diverse banche indipendenti.
La conquista della Manciuria si rivelò estremamente popolare tra i giapponesi, che vedevano la conquista come un'"ancora di salvezza" economica tanto necessaria per la loro economia che era stata gravemente danneggiata dalla Grande Depressione. L'immagine stessa di un'"ancora di salvezza" suggeriva che la Manciuria, che era ricca di risorse naturali, fosse essenziale per il Giappone per riprendersi dalla Grande depressione, il che spiega perché la conquista fu così popolare all'epoca e in seguito perché il popolo giapponese era così completamente ostile nei confronti di qualsiasi suggerimento di lasciare andare la Manciuria. A quel tempo, la censura in Giappone non era neanche lontanamente così rigorosa come sarebbe diventata in seguito, e la storica americana Louise Young ha osservato: "Se lo avessero voluto, sarebbe stato possibile nel 1931 e nel 1932 per giornalisti e editori di esprimere sentimenti contro la guerra". La popolarità della conquista fece sì che giornali come Asahi Shimbun che inizialmente si opposero alla guerra cambiarono rapidamente per sostenere la guerra come il modo migliore per aumentare le vendite. La conquista della Manciuria venne presentata anche come la soluzione degli "affari incompiuti" lasciati dalla guerra russo-giapponese, annullando finalmente uno dei termini chiave del Trattato di Portsmouth. La canzone più popolare in Giappone nel 1932 era la Manchuria March, i cui versi proclamavano che la conquista della Manciuria nel 1931-1932 era una continuazione di ciò per cui il Giappone aveva combattuto contro la Russia nel 1904-05 e i fantasmi dei giapponesi i soldati uccisi nella guerra russo-giapponese potevano ora riposare tranquilli poiché i loro sacrifici non erano stati vani.
Nel 1935, Manchukuo acquistò la Ferrovia Orientale Cinese dall'Unione Sovietica.

### Riconoscimento internazionale

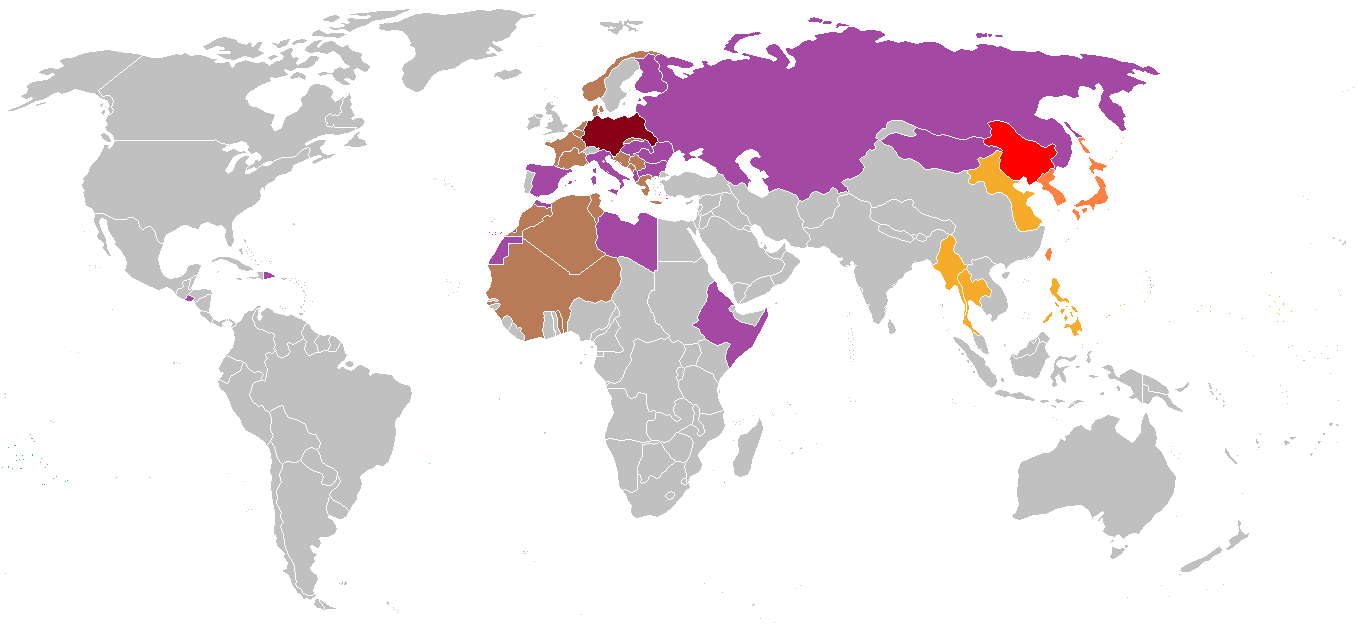
Riconoscimento estero del Manciukuò, rappresentato da stati in colori diversi dal grigio

La Cina non riconobbe il Manciukuò ma le due parti stabilirono legami ufficiali per il commercio, le comunicazioni e i trasporti. Nel 1933, la Società delle Nazioni adottò la Relazione Lytton, dichiarando che la Manciuria rimase di diritto parte della Cina, portando il Giappone a dimettersi dalla sua adesione. Il caso del Manciukuò convinse gli Stati Uniti ad articolare la cosiddetta Dottrina Stimson, in base alla quale il riconoscimento internazionale veniva negato ai cambiamenti nel sistema internazionale creati dalla forza delle armi.
Nonostante l'approccio della Società, il nuovo stato venne riconosciuto diplomaticamente da El Salvador (3 marzo 1934) e Repubblica Dominicana (1934), Costa Rica (23 settembre 1934), Italia (29 novembre 1937), Spagna (2 dicembre 1937), Germania (12 maggio 1938) ed Ungheria (9 gennaio 1939). L'Unione Sovietica estese il riconoscimento de facto il 23 marzo 1935, ma notò esplicitamente che ciò non significava il riconoscimento de jure. Tuttavia, dopo aver firmato il Patto nippo-sovietico di non aggressione il 13 aprile 1941, l'Unione Sovietica riconobbe il Manciukuò de jure in cambio del riconoscimento del Giappone all'integrità della vicina Repubblica Popolare Mongola. L'URSS mantenne inizialmente cinque consolati generali a Manchukuo, anche se nel 1936-1937 questi vennero ridotti a soli due: uno ad Harbin e un altro a Manzhouli. Il Manciukuò aprì consolati a Blagoveščensk (settembre 1932) e a Čita (febbraio 1933).
Si ritiene comunemente che la Santa Sede abbia stabilito relazioni diplomatiche con il Manciukuò nel 1934, ma la Santa Sede non l'ha mai fatto. Questa convinzione è in parte dovuta al riferimento errato nel film di Bernardo Bertolucci del 1987 L'ultimo imperatore che la Santa Sede abbia riconosciuto diplomaticamente il Manciukuò. Il vescovo Auguste Ernest Pierre Gaspais venne nominato "rappresentante ad tempus" della Santa Sede e delle missioni cattoliche del Manciukuò presso il governo del Manciukuò dalla Congregazione De Propaganda Fide (ente prettamente religioso incaricato delle missioni) e non dalla Segreteria di Stato preposta ai rapporti diplomatici con gli Stati. Negli anni '40 il Vaticano stabilì piene relazioni diplomatiche con il Giappone, ma resistette alle pressioni giapponesi e italiane per riconoscere il Manciukuò ed il regime di Nanchino.
Dopo lo scoppio della seconda guerra mondiale, lo stato venne riconosciuto dalla Slovacchia (1º giugno 1940), dalla Francia di Vichy (12 luglio 1940), dalla Romania (1º dicembre 1940), dalla Bulgaria (10 maggio 1941), dalla Finlandia (17 luglio 1941), dalla Danimarca (agosto 1941), dalla Croazia (2 agosto 1941), tutte controllate o influenzate dall'alleato del Giappone, la Germania, nonché dal Governo nazionale riorganizzato della Repubblica di Cina di Wang Jingwei (30 novembre 1940), dalla Thailandia (5 agosto 1941) e dalle Filippine (1943), tutte sotto il controllo dell'influenza del Giappone.

### Il secondo conflitto mondiale

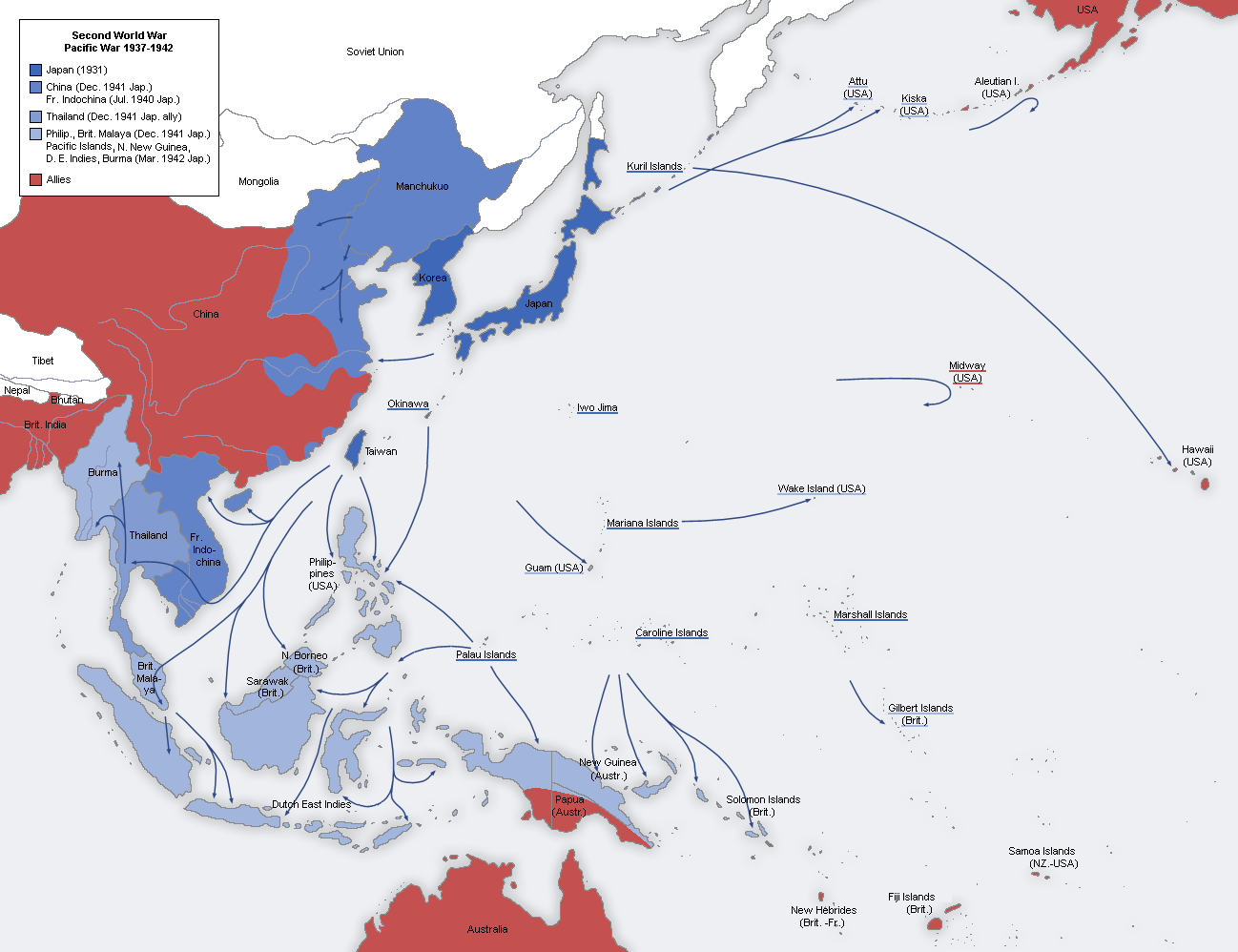
Mappa delle avanzate giapponesi dal 1937 al 1942

Prima della seconda guerra mondiale, i giapponesi colonizzarono il Manciukuò e lo usarono come base da cui partire per invadere la Cina. Il generale manciù Tong Linge venne ucciso in azione dai giapponesi nella battaglia di Pechino-Tientsin, che segnò l'inizio della seconda guerra sino-giapponese. Nell'estate del 1939 una disputa sul confine tra il Manciukuò e la Repubblica Popolare Mongola portò alla battaglia di Khalkhin Gol. Durante questa battaglia, una forza combinata sovietico-mongola sconfisse l'Armata del Kwantung (Kantōgun) supportata da limitate forze del Manciukuò.
L'8 agosto 1945 l'Unione Sovietica dichiarò guerra al Giappone e invase il Manciukuò dalla Manciuria esterna con l'Operazione Tempesta d'Agosto. Durante l'offensiva sovietica l'esercito imperiale del Manciukuò, composto da circa 200.000 uomini, combatté poco e male; intere unità si arresero al nemico senza sparare un sol colpo, e addirittura alcuni soldati si rivoltarono contro i giapponesi. L'imperatore Kāngdé venne catturato dai sovietici mentre tentava la fuga in Giappone, dove voleva arrendersi agli americani; venne estradato in Cina, dove venne processato dal governo comunista assieme a tutte le autorità del Manciukuò, ed imprigionato per crimini di guerra.
Dal 1945 al 1948, la Manciuria (Manciuria Interna) servì come area di base per l'Esercito Popolare di Liberazione nella guerra civile cinese contro l'Esercito Rivoluzionario Nazionale. I comunisti cinesi usarono la Manciuria come punto di partenza fino alla ritirata finale dei nazionalisti a Taiwan nel 1949. Molti dell'esercito del Manciukuò e del personale giapponese del Kantōgun prestarono servizio con le truppe comuniste durante la guerra civile cinese contro le forze nazionaliste. La maggior parte degli 1,5 milioni di giapponesi che erano rimasti nel Manciukuò alla fine della seconda guerra mondiale vennero rimandati in patria nel 1946-1948 dalle navi della marina americana nell'operazione ora nota come rimpatrio giapponese da Huludao.

## Suddivisione amministrativa
Durante la sua effimera esistenza, il Manciukuò venne diviso tra 5 (nel 1932) e 19 (nel 1941) province, un rione speciale di Beiman (北滿特別區S) e due città speciali, che erano Xinjing (新京特別市S) ed Harbin (哈爾濱特別市S). Ogni provincia era divisa in quattro (Xing'an dong) e 24 (Fengtian) prefetture. Beiman durò meno di 3 anni (1º luglio 1933-1º gennaio 1936) ed Harbin venne successivamente incorporata nella provincia di Binjiang. Anche il Longjiang esisteva come provincia nel 1932, prima di essere diviso in Heihe, Longjiang e Sanjiang nel 1934. Le province dell'Andong e del Jinzhou si separarono dal Fengtian mentre Binjiang e Jiandao si separarono dallo Jilin nello stesso anno.

## Politica

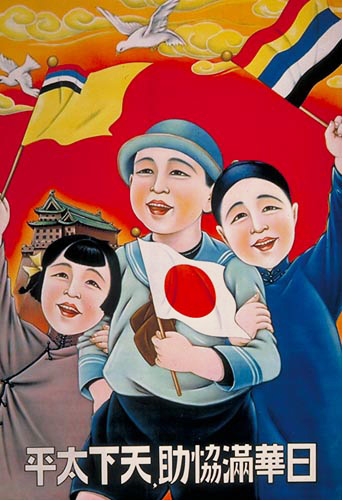
Manifesto di propaganda che promuoveva l'armonia tra giapponesi, cinesi e manciù. La didascalia dice (da destra a sinistra): "Con la collaborazione di Giappone, Cina e Manciukuò, il mondo può essere in pace".

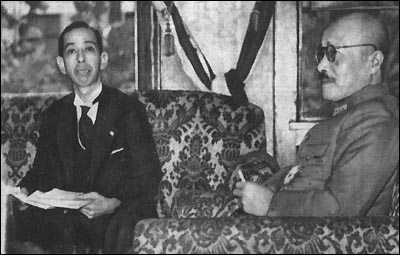
Hideki Tōjō (a destra) e Nobusuke Kishi, l'architetto chiave del Manciukuò (1935-1939), noto anche come il "mostro/diavolo del periodo Shōwa (Imperatore)"

Gli storici generalmente considerano il Manciukuò uno stato fantoccio del Giappone imperiale a causa della forte presenza dell'esercito giapponese e dello stretto controllo dell'amministrazione governativa. Gli storici cinesi generalmente si riferiscono allo stato come Wei Manzhouguo ("falso stato della Manciuria"). Alcuni storici vedono il Manciukuò come uno sforzo per costruire uno stato giapponese glorificato nell'Asia continentale che si è deteriorato a causa delle pressioni della guerra.
L'indipendenza della Manciuria venne proclamata il 18 febbraio 1932 e lo stato fondato ufficialmente il 1º marzo. Il comandante in capo giapponese nominò Pu Yi come reggente (nome regale Datong) per il momento, affermando che sarebbe diventato imperatore del Manciukuò ma non avrebbe potuto regnare usando il titolo di Imperatore del Grande Impero Qing come deteneva una volta. Il Manciukuò venne proclamato monarchia il 1º marzo 1934, con Pu Yi che assunse il trono sotto il nome regale d'imperatore Kāngdé. Pu Yi era assistito nei suoi doveri esecutivi da un Consiglio privato (參議府S) e da un Consiglio di stato per gli affari generali (國務院S). Questo Consiglio di Stato era il centro del potere politico ed era composto da diversi ministri di governo, ciascuno assistito da un vice ministro giapponese. Il comandante in capo dell'Armata del Kwantung (l'esercito del Manciukuò) servì anche come ambasciatore giapponese ufficiale nello stato. Egli funzionava in un modo simile all'ufficiale residente negli imperi coloniali europei, con l'ulteriore capacità di porre il veto alle decisioni dell'imperatore. La leadership dell'Armata del Kwantung mise i vice ministri giapponesi nel suo governo, mentre tutti i consiglieri cinesi si dimisero gradualmente o vennero dimessi.
Il Consiglio Legislativo (立法院S) era in gran parte un organo cerimoniale, esistente per approvare le decisioni emesse dal Consiglio di Stato. L'unico partito politico autorizzato era l'Associazione Concordia sponsorizzata dal governo, sebbene a vari gruppi di emigrati fosse consentita la propria associazione politica, come il Partito Fascista Russo bianco.
La storica americana Louise Young ha osservato che uno degli aspetti più sorprendenti del Manciukuò era che molti dei giovani funzionari giapponesi che andarono a lavorare nel Manciukuò erano di sinistra, o almeno lo erano stati una volta. Negli anni '20, gran parte dell'intellighenzia giapponese più giovane aveva rifiutato i valori dei propri genitori ed era diventata attiva in vari movimenti di sinistra. A partire dalla Legge di preservazione della pace del 1925, che rendeva un crimine l'atto stesso di pensare di "alterare" il kokutai, il governo aveva intrapreso una campagna sostenuta per estirpare il pensiero di sinistra in Giappone. Tuttavia, molti dei brillanti giovani laureati attivi nei movimenti di sinistra in Giappone erano necessari per servire come dipendenti pubblici nel Manciukuò, cosa che, notò Young, portò lo stato giapponese ad intraprendere una contraddittoria politica di reclutamento delle stesse persone attive nei movimenti che cercava di schiacciare. Per governare il Manciukuò, che fin dall'inizio aveva un'economia molto statalista, lo stato giapponese aveva bisogno di laureati che parlassero correntemente il cinese mandarino e negli anni '20-'30 molti dei laureati in Giappone che conoscevano il mandarino erano "progressisti" coinvolti in cause di sinistra. Il fatto dei giovani funzionari giapponesi del Manciukuò con laurea in economia, sociologia, ecc., che un tempo erano stati attivi nei movimenti di sinistra, aiuta a spiegare la spinta decisamente di sinistra delle politiche sociali ed economiche nel Manciukuò, con lo stato che giocava un ruolo sempre più importante nella società. Allo stesso modo, gran parte del dibattito tra i funzionari giapponesi sul tipo di politiche socio-economiche che il Giappone avrebbe dovuto seguire nel Manciukuò negli anni '30 venne inquadrato in termini marxisti, con i funzionari che discutevano se la Manciuria prima del settembre 1931 avesse un'economia "feudale" o "capitalista". Lo storico americano Joshua Fogel scrisse dei giovani funzionari del Manciukuò: "Succedevano tremendi dibattiti su cose come la natura dell'economia cinese e la lingua franca di questi dibattiti era sempre il marxismo". Per risolvere questo dibattito, vari gruppi di ricerca di cinque o sei giovani funzionari, sorvegliati da distaccamenti dell'Armata del Kwantung di circa 20 o 30 uomini, andarono a fare ricerche sul campo nel Manciukuò, raccogliendo materiale sulla vita della gente comune, per determinare se il Manciukuò fosse nella fase di sviluppo "feudale" o "capitalista". A partire dal 1936, lo stato del Manciukuò lanciò i piani quinquennali per lo sviluppo economico, che erano strettamente modellati sui piani quinquennali dell'Unione Sovietica.
Nel Manciukuò, i giapponesi stavano creando un nuovo stato che in teoria era indipendente, il che significava che non c'erano limiti al tipo di politiche che il nuovo stato poteva portare avanti e molti laureati in Giappone, pur essendo contrari al sistema sociale che esisteva nello stesso Giappone, andarono a lavorare nel Manciukuò, credendo di poter attuare lì riforme che potessero ispirare simili riforme in Giappone. Ciò era particolarmente vero, poiché era impossibile attuare alcuna riforma nello stesso Giappone poiché l'atto stesso di pensare di "alterare il kokutai" era un crimine, che portò molti giapponesi di sinistra laureati ad andare a lavorare nel Manciukuò, dove credevano di poter realizzare il tipo di rivoluzione sociale che era impossibile in Giappone. Nel 1933, lo stato giapponese aveva sostanzialmente distrutto sia il Partito Socialista Giapponese che il Partito Comunista Giapponese tramite arresti di massa e Tenkō, con entrambi i partiti ridotti a semplici tronchi, il che causò che molti studenti giapponesi di sinistra trassero la conclusione che il cambiamento era impossibile in Giappone, ma ancora possibile nel Manciukuò, dove paradossalmente l'Armata del Kwantung stava sponsorizzando il tipo di politiche che erano inaccettabili in Giappone. Inoltre, la Grande Depressione aveva reso molto difficile per i laureati in Giappone trovare lavoro, il che rendeva la prospettiva di un lavoro ben retribuito nel Manciukuò molto allettante per i laureati giapponesi altrimenti sottoccupati. Nel Manciukuò, lo stato giapponese stava creando un intero stato nuovo, il che significava che il Manciukuò aveva un disperato bisogno di laureati per lavorare nella sua nuova amministrazione civile. Inoltre, la retorica panasiatica del Manchukuo e la prospettiva del Giappone di aiutare la gente comune in Manciuria attrassero molto la gioventù idealista del Giappone. Young ha scritto sui giovani giapponesi che andarono a lavorare nel Manciukuò: "Gli uomini, e in alcuni casi le donne, che hanno risposto alla chiamata di questa terra di opportunità, hanno portato con sé un'enorme spinta e ambizione. Nei loro sforzi per ricostruire la propria vita, hanno rifatto un impero, lo hanno investito delle loro preoccupazioni per la modernità e dei loro sogni di un futuro utopico, lo hanno spinto ad abbracciare la retorica idealista della riforma sociale e si sono giustificati in termini di aspirazione nazionalista cinese. L'hanno trasformato in ostentazione architettonica e nel lusso inebriante del consumo coloniale, ne hanno fatto un progetto di cambiamento radicale, sperimentazione e possibilità".

Mappa dei piani giapponesi Hokushin-ron per un potenziale attacco all'Unione Sovietica. Le date indicano l'anno in cui il Giappone acquisì il controllo del territorio.

L'Armata del Kwantung, da parte sua, tollerava i discorsi sulla rivoluzione sociale nel Manciukuò come il modo migliore per ottenere il sostegno della maggioranza Han del Manciukuò, che non voleva che la Manciuria fosse separata dalla Cina. Ancora più attivi nell'andare nel Manciukuò furono i prodotti del Tenko ("Cambiare direzione"), un processo di lavaggio del cervello da parte della polizia di attivisti di sinistra per fargli accettare che l'Imperatore era un dio, dopotutto, che era meglio servire. Il Tenkō fu un processo di grande successo che trasformò i giovani giapponesi che una volta erano stati ardenti liberali o di sinistra che rifiutavano l'idea che l'Imperatore fosse un dio in fanatici di destra, che compensarono i loro precedenti dubbi sulla divinità dell'Imperatore con militante entusiasmo. Un tenkōsha era Tachibana Shiraki, che un tempo era un sinologo marxista che dopo essere stato arrestato e sottoposto al Tenkō divenne un fanatico di destra. Tachibana andò nel Manciukuò nel 1932, proclamando che la teoria delle "cinque razze" che lavoravano insieme era la migliore soluzione ai problemi dell'Asia e sostenne nei suoi scritti che solo il Giappone poteva salvare la Cina da sé stessa, il che era un cambiamento completo rispetto alle sue politiche precedenti, in cui criticava il Giappone per lo sfruttamento della Cina. Altri attivisti di sinistra come Ōgami Suehiro non subirono il Tenko, ma andarono comunque a lavorare nel Manciukuò, credendo che fosse possibile attuare riforme sociali che avrebbero posto fine alla condizione "semi-feudale" dei contadini cinesi del Manciukuò, e che avrebbero potuto usare l'Armata del Kwantung per attuare riforme di sinistra nel Manciukuò. Ōgami andò a lavorare nell'ufficio di "economia agricola" dell'Unità di ricerca sociale della Compagnia ferroviaria della Manciuria meridionale, scrivendo rapporti sull'economia rurale del Manciukuò che vennero utilizzati dall'Armata del Kwantung e dallo stato del Manciukuò. Ōgami credeva che i suoi studi aiutassero la gente comune, citando uno studio che fece sull'uso dell'acqua nelle zone rurali del Manciukuò, dove notò una correlazione tra i villaggi che erano privi di acqua ed il "banditismo" (la parola in codice per i guerriglieri anti-giapponesi), ritenendo che la politica di miglioramento dell'approvvigionamento idrico nei villaggi fosse dovuta al suo studio. Lo scoppio della guerra con la Cina nel 1937 fece crescere ancora di più lo stato del Manciukuò con l'avvento di una politica di "guerra totale", il che significava che c'era una domanda pressante di persone con titoli universitari addestrati a pensare "scientificamente". Fogel scrisse che quasi tutti i laureati giapponesi che arrivarono nel Manciukuò alla fine degli anni '30 erano "in gran parte socialisti e comunisti di sinistra. Questo era precisamente il tempo in cui il marxismo era stato quasi bandito in Giappone, quando (come disse Yamada Gōichi) "se l'espressione shakai (sociale) appariva nel titolo di un libro, di solito veniva confiscata".
Young ha anche notato, con riferimento al detto di Lord Acton secondo cui "il potere assoluto corrompe assolutamente", che per molti dei giovani funzionari statali giapponesi idealisti, che credevano di poter influenzare una "rivoluzione dall'alto" che avrebbe reso migliore la vita della gente comune, il potere assoluto di cui godevano su milioni di persone "dava loro alla testa", inducendoli a comportarsi con arroganza abusiva nei confronti delle stesse persone che erano andate ad aiutare nel Manciukuò. Young ha scritto che era una "presunzione monumentale" da parte dei giovani idealisti credere di poter usare l'Armata del Kwantung per realizzare una "rivoluzione dall'alto" quando era l'Armata del Kwantung che stava usando loro. Gli ambiziosi piani per la riforma agraria nel Manciukuò vennero respinti dall'Armata del Kwantung proprio perché avrebbe potuto ispirare simili riforme in Giappone. I proprietari terrieri in Giappone tendevano a provenire da famiglie che un tempo appartenevano alla casta dei samurai e quasi tutti gli ufficiali dell'esercito imperiale giapponese provenivano da famiglie di samurai, il che rendeva l'Armata del Kwantung molto ostile nei confronti di qualsiasi tipo di riforma agraria che avrebbe potuto servire da esempio per i contadini giapponesi. Nell'ottobre 1941, l'anello di spionaggio sovietico guidato da Richard Sorge venne scoperto a Tokyo, il che fece diventare le autorità paranoiche sullo spionaggio sovietico e portò ad una nuova repressione a sinistra. Nel novembre 1941, l'Unità di ricerca sociale della Compagnia ferroviaria della Manciuria meridionale, che era ben nota come focolaio del marxismo sin dai primi anni '30, venne perquisita dal Kempeitai, che arrestò 50 di coloro che lavoravano nell'Unità di ricerca sociale. Almeno 44 di coloro che lavoravano nell'Unità di ricerca sociale vennero condannati per aver violato la Legge di preservazione della pace, che nel 1942-1943 rendeva il pensiero di "alterare il kokutai" un crimine, e vennero condannati a lunghe pene detentive, di cui quattro morirono a causa delle dure condizioni delle carceri nel Manciukuò. Poiché gli uomini che lavoravano nell'Unità di ricerca sociale avevano svolto un ruolo importante nella politica economica del Manciukuò ed erano laureati di buona famiglia, lo storico giapponese Hotta Eri scrisse che al Kempeitai venne ordinato di "gestirli con cura", intendendo nessuna tortura del tipo che il Kempeitai normalmente impiegava nelle sue indagini.
Quando venne annunciata la resa giapponese il 15 agosto 1945, Pu Yi accettò di abdicare.

## Capo di stato
| Nome personale e date di nascita e morte                                           | Periodo di regno                  | Nomi dei periodi (年號) e corrispondente intervallo di date |
| ---------------------------------------------------------------------------------- | --------------------------------- | ----------------------------------------------------------- |
| Aisin-Gioro Pu Yi 愛新覺羅溥儀, Àixīnjuéluó Pǔyì 7 febbraio 1906 – 17 ottobre 1967 | 18 febbraio 1932 – 15 agosto 1945 | Datong (大同, Dàtóng) 18 febbraio 1932 – 28 febbraio 1934   |
| Aisin-Gioro Pu Yi 愛新覺羅溥儀, Àixīnjuéluó Pǔyì 7 febbraio 1906 – 17 ottobre 1967 | 18 febbraio 1932 – 15 agosto 1945 | Kangde (康德, Kāngdé) 1º marzo 1934 – 15 agosto 1945        |

## Primi ministri
| Nr. | Ritratto | Nome (nascita-morte)     | Termine del mandato | Termine del mandato | Termine del mandato | Partito politico       |
| Nr. | Ritratto | Nome (nascita-morte)     | Inizio mandato      | Fine mandato        | Tempo in carica     | Partito politico       |
| --- | -------- | ------------------------ | ------------------- | ------------------- | ------------------- | ---------------------- |
| 1   |          | Zheng Xiaoxu(1860-1938)  | 9 marzo 1932        | 21 maggio 1935      | 3 anni e 73 giorni  | Associazione Concordia |
| 2   |          | Zhang Jinghui(1871-1959) | 21 maggio 1935      | 15 agosto 1945      | 10 anni e 86 giorni | Associazione Concordia |

## Dati demografici

Divisioni amministrative del Manciukuò nel 1938

Nel 1908 il numero di persone che abitavano nel territorio che poi sarebbe diventato il Manciukuò era di 15.834.000 abitanti; nel 1931 tale numero era salito a 30.000.000 e all'inizio della guerra si contavano quasi 50 milioni di persone nello stato del Manciukuò. Il rapporto fra uomini e donne era di 1,23 uomini per ogni donna.
La popolazione (come già accennato in precedenza) era costituita per la massima parte (più di 30 milioni) da cinesi Han; seguivano i giapponesi e i coreani (circa due milioni) ed altre etnie minori, come i russi e i mongoli (concentrati nelle zone settentrionali i primi e in quelle occidentali i secondi). L'80% della popolazione dello stato viveva in zone rurali. Durante l'esistenza del Manciukuò, l'equilibrio etnico non cambiò in modo significativo, tranne per il fatto che il Giappone aumentò la popolazione coreana in Cina. Da fonti giapponesi provengono questi numeri: nel 1940 la popolazione totale nel Manciukuò delle province di Longjiang, Rehe, Jilin, Fengtian e Xing'an a 43.233.954 persone; o una cifra del ministero dell'Interno di 31.008.600 persone. Un altro dato del periodo stimava la popolazione totale in 36.933.000 residenti. La maggior parte dei cinesi Han nel Manciukuò credeva che la Manciuria fosse giustamente parte della Cina, che resisteva sia passivamente che violentemente alla propaganda del Giappone secondo cui il Manciukuò era uno "stato multinazionale".
Nel periodo in cui lo stato ebbe vita, l'Unione Sovietica stava promuovendo la creazione dell'Oblast' autonoma ebraica nella zona di confine con il Manciukuò; alcuni ufficiali giapponesi proposero il piano Fugu, che avrebbe favorito l'insediamento nel territorio di coloni ebrei, per sfruttare la loro presunta capacità di generare ricchezza. La comunità ebraica del Manciukuò non venne soggetta alla persecuzione ufficiale che gli ebrei subirono sotto la Germania nazista alleata del Giappone e le autorità giapponesi vennero coinvolte nella chiusura di pubblicazioni antisemite locali come il periodico russo Naš Put'. Tuttavia, gli ebrei nel Manciukuò furono vittime di molestie da parte di elementi antisemiti tra la popolazione russa bianca, un incidente degno di nota fu l'omicidio di Simon Kaspé. Nel 1937 venne creato il Consiglio Ebraico dell'Estremo Oriente, presieduto dal leader della comunità ebraica di Harbin, il dr. Abramo Kaufmann. Tra il 1937 e il 1939, la città di Harbin nel Manciukuò fu la sede della Conferenza delle comunità ebraiche in Estremo Oriente. In seguito all'invasione della Manciuria da parte dell'Armata Rossa nel 1945, il dr. Kaufman e molti altri leader della comunità ebraica vennero arrestati dai sovietici e accusati di attività antisovietiche, che portarono alla prigionia di Kaufman per dieci anni in un campo di lavoro sovietico.
Il giapponese Ueda Kyōsuke etichettò tutti i 30 milioni di persone in Manciuria come "manciù", compresi i cinesi Han, nonostante il fatto che la maggior parte di loro non fosse di etnia manciù, e la scrittura giapponese Grande Manciukuò si basava sull'argomentazione di Ueda, che affermava che tutti i 30 milioni di "manciù" nel Manciukuò avevano diritto all'indipendenza per giustificare la scissione del Manciukuò dalla Cina. Nel 1942 i giapponesi scrissero Dieci anni di storia della costruzione del Manciukuò, che tentava di enfatizzare il diritto dell'etnia giapponese alla terra del Manciukuò mentre tentava di delegittimare la pretesa dei manciù su di esso come loro terra natale, notando che la maggior parte dei manciù si trasferì lì durante il periodo Qing e tornò solo più tardi.

### Maggiori città in base ai censimenti del 1940
- Niuzhuang, 180.871 abitanti;
- Mukden, 1.135.801 abitanti;
- Xinjing, 544.202 abitanti;
- Harbin, 661.948 abitanti;
- Dairen, 555.562 abitanti;
- Andong, 315.242 abitanti;
- Kirin, 173.624 abitanti;
- Tsitsihar, 75.000 abitanti.

### La popolazione giapponese

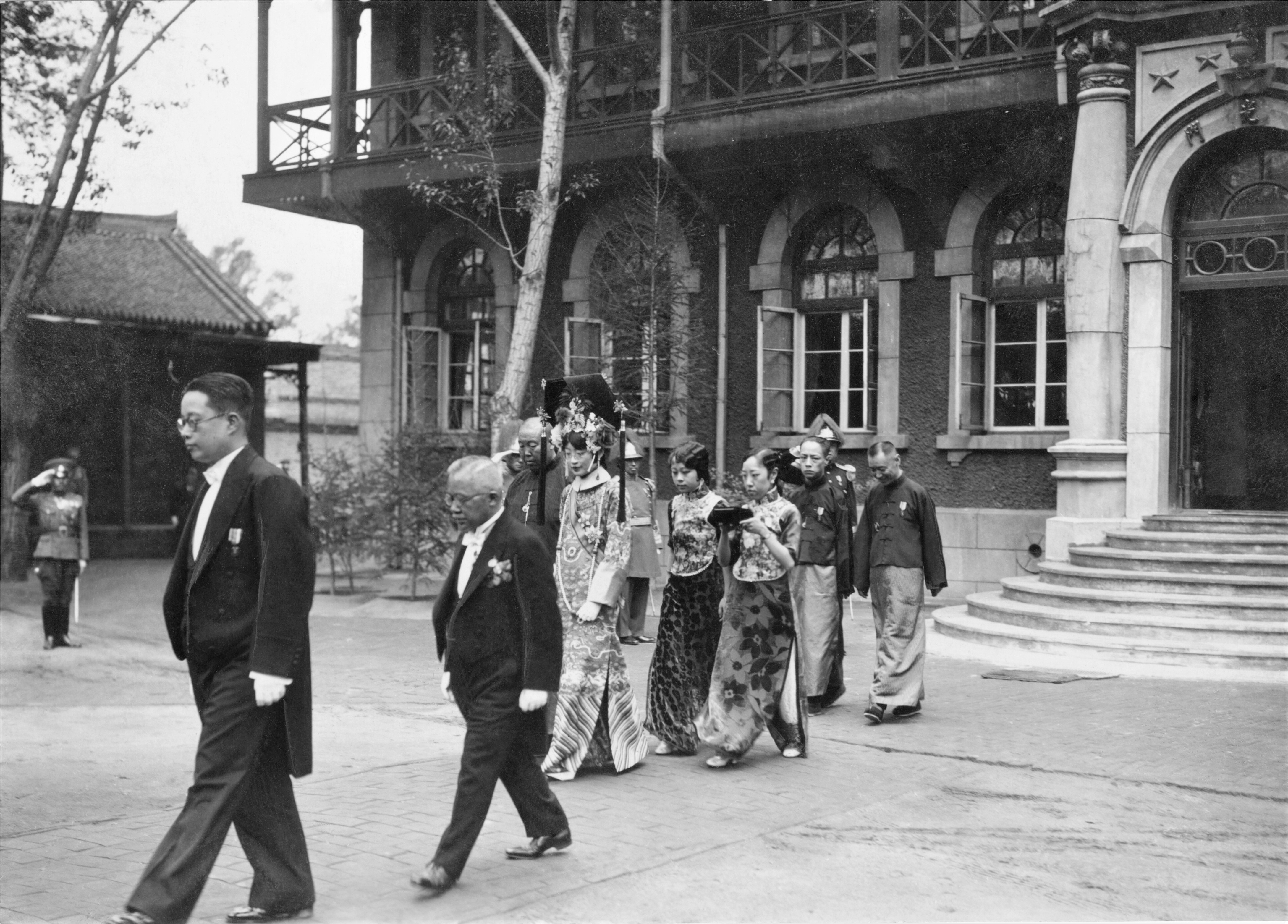
L'imperatrice del Manciukuò partecipa ad una processione durante una visita di funzionari giapponesi, 1934

Secondo alcune fonti, nel 1931 la popolazione giapponese nel Manciukuò contava 100.000 persone circa, in maggioranza contadini. Altre fonti parlano di 590.760 abitanti di nazionalità giapponese, altre ancora di 240.000 giapponesi nel Manciukuò in quell'anno. Sta di fatto che, all'inizio della guerra, i giapponesi in Manciukuò erano 837.000. A Hsinking essi costituivano più di un quarto della popolazione.
Il governo giapponese aveva piani ufficiali di colonizzazione del territorio che prevedevano l'emigrazione di 5 milioni di persone nel ventennio 1936-1956.
Nel 1937, secondo i dati italiani pubblicati nel 1942 all'interno del "Novissimo Melzi", la popolazione giapponese risultava pari allo 0,3%, cioè circa 100.000 persone (su 35 milioni).
Questi piani fecero sì che oltre 200.000 giovani agricoltori e 20.000 famiglie complete di giapponesi emigrassero in Manciukuò. Nel 1942, quando il Giappone perse il controllo aeronavale del Mar Giallo, questa emigrazione finì bruscamente.

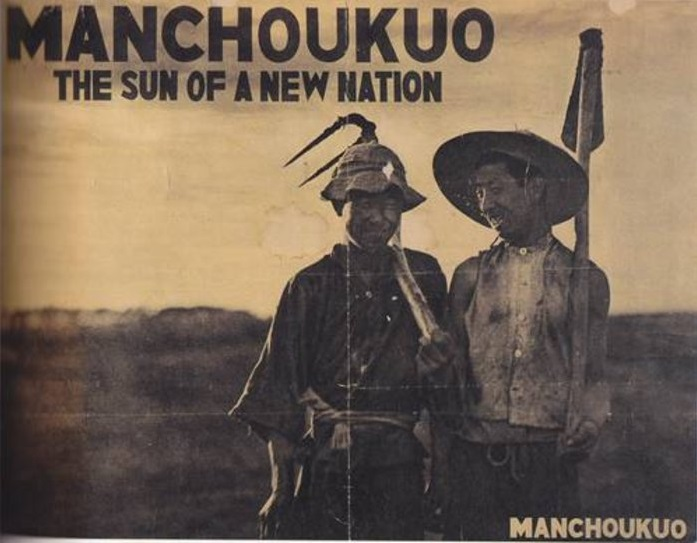
Manifesto di propaganda per il pubblico occidentale, con una coppia di coloni giapponesi

Quando l'Armata Rossa invase il Manciukuò, vennero fatti prigionieri 850.000 civili giapponesi; vennero tutti rimpatriati, con l'eccezione di alcuni disertori, fra il 1946 e il 1947. Molti bambini rimasti orfani e abbandonati a sé stessi nella confusione generatasi vennero adottati da famiglie cinesi. Costoro, durante la Rivoluzione culturale, vennero demonizzati e pesantemente discriminati. Nel 1980 il Giappone cominciò ad organizzare piani di rimpatrio appositi per gli orfani di guerra giapponesi in Cina. Tuttavia i rimpatriati, una volta giunti nella madrepatria, ebbero poche probabilità di successo a causa della scarsa padronanza del giapponese e dell'aberrazione a cui venivano sottoposti dal loro stesso popolo. Non ebbero vita facile nemmeno i giovani cresciuti in questa regione, in quanto, essendo considerati dei "figli di nessuno", finirono per la maggior parte per essere discriminati sia dai giapponesi che dai cinesi.
La maggior parte dei giapponesi rimasti in Cina erano donne, e queste donne giapponesi per lo più sposarono uomini cinesi e divennero note come "mogli di guerra bloccate" (zanryu fujin). Poiché avevano figli generati da uomini cinesi, alle donne giapponesi non era permesso portare con sé le loro famiglie cinesi in Giappone, quindi la maggior parte di loro rimase. La legge giapponese consentiva ai figli generati solo da giapponesi di diventare cittadini giapponesi.

### Comunità ebraica
Ad Harbin era presente una comunità ebraica, giunta in massima parte dalla Russia. A partire dagli anni '30, con il cosiddetto piano Fugu, le autorità giapponesi pensarono di popolare una parte del territorio del Manciukuò con ebrei in fuga dall'Europa per le persecuzioni razziali. Il progetto fallì per l'adesione del Giappone al patto tripartito e per le difficoltà di realizzazione a causa del conflitto mondiale.

### Lavoro forzato
Secondo quanto emerso da alcuni studi recenti effettuati da Zhifen Ju, Mitsuyochi Himeta, Toru Kubo e Mark Peattie, più di 10 milioni di civili cinesi furono costretti al lavoro forzato nel Manciukuò durante il periodo Shōwa.

## Sistema legale
Sebbene lo stesso Manciukuò fosse un prodotto dell'illegalità, poiché la Società delle Nazioni stabilì che il Giappone aveva violato il diritto internazionale impadronendosi della Manciuria, i giapponesi s'impegnarono molto per dare al Manciukuò un sistema legale, credendo che questo fosse il modo più veloce per il riconoscimento del Manchukuò. Un problema particolare per i giapponesi era che il Manciukuò veniva sempre presentato come un nuovo tipo di stato: uno stato panasiatico multietnico comprendente giapponesi, coreani, manciù, mongoli e cinesi per segnare la nascita del "Nuovo Ordine in Asia". Tipico della retorica che circondava il Manciukuò, sempre dipinto come la nascita di una nuova e gloriosa civiltà, fu il comunicato stampa emesso dal Servizio d'informazioni giapponese il 1º marzo 1932 che annunciava il "glorioso avvento" del Manciukuò con gli "occhi del mondo rivolti contro di esso", proclamando che la nascita del Manciukuò era un "evento epocale di conseguenze di vasta portata nella storia del mondo, che ha segnato la nascita di una nuova era nel governo, nelle relazioni razziali e in altri affari di interesse generale. Mai nelle cronache della razza umana vi è stato uno Stato nato con ideali così alti, e nessuno Stato ha mai realizzato così tanto in un così breve spazio della sua esistenza come il Manciukuò".
I giapponesi fecero di tutto per cercare di garantire che il Manciukuò fosse l'incarnazione della modernità in tutti i suoi aspetti, poiché aveva lo scopo di dimostrare al mondo ciò che i popoli asiatici avrebbero potuto realizzare se avessero lavorato insieme. Il sistema legale del Manciukuò era basato sulla Legge organica del 1932, che prevedeva una legge sulla protezione dei diritti umani di 12 articoli e una magistratura apparentemente indipendente per far rispettare la legge. L'ideologia ufficiale del Manciukuò era il wangdao ("Via Regale"), ideato da un ex mandarino sotto i Qing diventato primo ministro del Manciukuò, Zheng Xiaoxu, che chiedeva una società confuciana ordinata che avrebbe promosso la giustizia e l'armonia che all'epoca erano annunciate come l'inizio di una nuova era nella storia del mondo. Lo scopo della legge nel Manciukuò non era la tutela dei diritti dell'individuo, in quanto l'ideologia wangdao era espressamente ostile all'individualismo, visto come un concetto occidentale decadente e nemico dell'Asia, ma piuttosto gli interessi dello stato, assicurando che i sudditi adempissero ai loro doveri verso l'imperatore. Il wangdao favorì il collettivo rispetto all'individuo, poiché il wangdao invitava tutte le persone a mettere i bisogni della società davanti ai propri bisogni. Zheng, insieme allo studioso di diritto giapponese Ishiwara Kanji, in una dichiarazione congiunta attaccarono la tradizione giuridica occidentale per la promozione dell'individualismo, che secondo loro portava all'egoismo, all'avidità e al materialismo, e sostennero che il wangdao con il suo disprezzo per l'individuo era un sistema moralmente superiore. L'apparentemente idealistica Legge sulla protezione dei diritti umani controbilanciava i "diritti" dei sudditi con le loro "responsabilità" nei confronti dello Stato con una maggiore enfasi su quest'ultimo, proprio come avveniva in Giappone. Il wangdao promuoveva la moralità e la spiritualità confuciane, che erano viste come discendenti dall'imperatore Pu Yi, e come tale esisteva il sistema legale per soddisfare i bisogni dello stato guidato dall'imperatore Pu Yi, che poteva cambiare le leggi come riteneva opportuno. A questo proposito è degno di nota il fatto che lo Yuan legislativo avesse il potere solo di assistere l'Imperatore nel fare leggi, essendo dotato di molti meno poteri di quelli che aveva anche la Dieta Imperiale in Giappone, che aveva il potere di respingere o approvare le leggi. All'epoca veniva spesso suggerito che lo Yuan legislativo del Manciukuò fosse un modello per la Dieta Imperiale in Giappone, un'idea che Hirohito, l'imperatore giapponese, condivideva, ma non accettò mai. Hirohito alla fine preferì la costituzione Meiji approvata da suo nonno nel 1889, poiché conferiva all'imperatore del Giappone il potere supremo, mentre allo stesso tempo la natura fittizia della Dieta Imperiale insieme a un primo ministro e al suo governo che governava il Giappone diedero all'imperatore un capro espiatorio quando le cose andarono male.
Inizialmente, i giudici che avevano servito gli Zhang vennero mantenuti, ma nel 1934 venne aperto a Changchun il Collegio di Diritto Giudiziario, guidato dal giudice giapponese Furuta Masatake, per essere sostituito da una più grande Università di Giurisprudenza nel 1937. Fin dall'inizio, i nuovi candidati superarono di gran lunga il numero di posti disponibili poiché la prima classe del Collegio di Diritto contava solo 100 alunni, ma 1.210 studenti avevano presentato domanda. Il sistema legale in cui gli studenti vennero formati venne strettamente modellato sul sistema legale giapponese, che a sua volta venne modellato sul sistema legale francese, ma c'erano una serie di particolarità uniche per il Manciukuò. Gli studenti di giurisprudenza venivano addestrati a scrivere saggi su argomenti come la "teoria dell'armonia delle cinque razze [del Manciukuò]", la "teoria politica della Via Regale", "differenze pratiche tra la giurisdizione consolare e l'extraterritorialità", e il modo migliore per "realizzare il governo della Via Regale". I professori giapponesi rimasero "stupiti" dall'"entusiasmo" con cui gli studenti scrivevano i loro saggi su questi argomenti mentre gli studenti esprimevano la speranza che il wangdao fosse una soluzione unicamente asiatica ai problemi del mondo moderno e che il Manciukuò rappresentava niente di meno che l'inizio di una nuova civiltà che avrebbe portato ad una società utopica nel futuro successivo. I professori giapponesi rimasero molto colpiti dall'idealismo confuciano dei loro studenti, ma notarono che tutti i loro studenti usavano frasi comuni nella misura in cui era difficile distinguere i loro saggi, esempi citati di saggi giudici dell'antica Cina pur ignorando gli sviluppi legali più recenti, e a lungo espressero affermazioni idealistiche su come il wangdao avrebbe portato a una società perfetta, ma erano brevi nello spiegare come questo doveva essere fatto nella pratica.
Un esempio della portata dell'influenza giapponese sul sistema legale del Manciukuò era che ogni numero del Manchukuo Legal Advisory Journal conteneva sempre un riassunto delle sentenze più recenti della Corte Suprema del Giappone, e le ragioni per le quali la Corte Suprema giapponese si era pronunciata in questi casi. Tuttavia, c'erano alcune differenze tra il sistema legale del Manciukuò e quello giapponese. Nello stesso Giappone, le punizioni corporali erano state abolite come parte del tentativo riuscito di porre fine ai diritti extraterritoriali di cui godevano i cittadini delle potenze occidentali, ma mantenute per le colonie giapponesi di Corea e Taiwan. Tuttavia, le punizioni corporali, in particolare la fustigazione, erano una parte importante del sistema legale del Manciukuò con i giudici molto inclini ad imporre fustigazioni a uomini cinesi a basso reddito condannati per reati minori che normalmente avrebbero meritato solo una multa o una breve pena detentiva in Giappone. Scrivendo in una rivista legale nel 1936, Ono Jitsuo, un giudice giapponese in servizio nel Manciukuò, si rammaricò di dover imporre le fustigazioni come punizione per crimini relativamente minori, ma sostenne che era necessario per i 30 milioni di persone del Manciukuò, dei quali "più della metà sono barbari ignoranti e completamente analfabeti", che erano troppo poveri per pagare multe e troppo numerosi per essere imprigionati. A Taiwan e in Corea, la legge giapponese era suprema, ma i giudici di entrambe le colonie dovevano rispettare le "usanze locali" per quanto riguardava il diritto di famiglia. Nel caso del Manciukuò, un luogo a maggioranza Han, ma con un'ideologia che proclamava tutte uguali le "cinque razze" di giapponesi, cinesi, coreani, manciù e mongoli, ciò portò in effetti a diverse leggi di famiglia per ciascuna delle "cinque razze" rispettando i loro "costumi locali" più le minoranze musulmane russa e hui.
La polizia del Manciukuò aveva il potere di arrestare senza accusa chiunque fosse coinvolto nel reato vagamente definito di "indebolimento dello stato". Il Manciukuò aveva un vasto sistema di tribunali a quattro livelli composto da un misto di giudici cinesi e giapponesi. Tutti i tribunali avevano sia due giudici giapponesi che due cinesi, con i cinesi che fungevano da giudici nominali superiori ed i giapponesi da giudici minori, ma in pratica i giudici giapponesi erano i maestri ed i giudici cinesi erano burattini. Nonostante le affermazioni secondo cui il sistema legale del Manciukuò era un grande miglioramento rispetto al sistema legale presieduto dal maresciallo Zhang Xueliang, il "Giovane Maresciallo", i tribunali del Manciukuò erano inefficienti, lenti ed ignorati dalle autorità ogni volta che gli faceva comodo. In Asia, lo stato di diritto e un sistema legale avanzato sono comunemente visti come uno dei segni di "civiltà", motivo per cui il sistema legale caotico e corrotto gestito dal maresciallo Zhang venne tanto denigrato dai media giapponesi e dal Manciukuò. All'inizio degli anni '30, il Manciukuò attrasse molti talenti legali dal Giappone quando gli idealisti panasiatici giapponesi andarono in Manciuria con l'obiettivo di stabilire un sistema legale di livello mondiale. Poiché l'Armata del Kwangtung aveva il potere supremo nel Manciukuò, i migliori giudici giapponesi alla fine degli anni '30 preferirono non andarci dove le loro decisioni potevano essere costantemente rimesse in discussione e invece vi si recarono solo i giudici di second'ordine. Nel 1937 i giudici e gli avvocati giapponesi nel Manciukuò erano idealisti panasiatici disillusi o più comunemente opportunisti cinici e scribacchini mediocri a cui mancava il talento per farsi strada in Giappone. Al contrario, i migliori laureati in giurisprudenza di etnia cinese nel Manciukuò scelsero di lavorare come parte del suo sistema giudiziario, suggerendo che molte famiglie cinesi della classe media erano disposte ad accettare il Manciukuò.
A partire dalla Legge sulle Religioni del maggio 1938, nel Manciukuò iniziò un culto del culto dell'Imperatore strettamente modellato sul culto imperiale in Giappone, dove Hirohito era adorato come un dio vivente. Proprio come in Giappone, gli scolari iniziavano le loro lezioni pregando un ritratto dell'imperatore mentre i rescritti imperiali e le insegne imperiali diventarono sacre reliquie intrise di poteri magici, essendo associate al dio-imperatore. Poiché l'imperatore Pu Yi era considerato un dio vivente, la sua volontà non poteva essere limitata da alcuna legge e lo scopo della legge era nettamente ridotto al servizio della volontà dell'imperatore piuttosto che alla difesa dei valori e delle regole. Come in Giappone, l'idea che governava la filosofia giuridica nel Manciukuò era che l'imperatore era un dio vivente che non era responsabile nei confronti di nessuno e che delegava alcuni dei suoi poteri a semplici esseri umani che avevano il dovere di obbedire alla volontà degli dei-imperatori. In Giappone e nel Manciukuò, le azioni degli dei-imperatori erano sempre giuste e morali perché gli dei non potevano mai fare del male, piuttosto che perché gli dei-imperatori agivano per sostenere i valori morali che esistevano a priori.
E sempre seguendo il sistema giapponese, nel 1937 venne introdotta una nuova categoria di "crimine di pensiero", dichiarando che certi pensieri erano ora illegali e coloro che pensavano questi pensieri proibiti fossero "criminali di pensiero". Le persone venivano così condannate non per le loro azioni, ma semplicemente per i loro pensieri. Dopo l'inizio della guerra con la Cina nel luglio 1937, nel Manciukuò venne dichiarata una "legge di emergenza", ponendololo sotto una sorta di legge marziale che sospendeva le teoriche libertà civili fino a quel momento, ordinava la mobilitazione della società per la guerra totale e aumentava il ritmo della repressione con la legge sui "crimini d'opinione", che ne è solo l'esempio più drammatico. Nell'aprile 1938, venne creato un nuovo tipo di tribunali speciali di sicurezza per coloro che erano accusati dei cinque tipi di "reato di pensiero". Il 26 agosto 1941, una nuova legge sulla sicurezza stabilì che coloro che erano stati processati dinanzi ai tribunali speciali per la sicurezza non avevano diritto di appello o di rivolgersi a un avvocato difensore. Un tribunale di sicurezza speciale di Jinzhou tra il 1942 e il 1945 condannò a morte circa 1.700 persone e altre 2.600 all'ergastolo per "reati di pensiero", una cifra che sembra essere tipica dei tribunali speciali. La polizia usò frequentemente la tortura per ottenere confessioni e coloro che vennero processati nei tribunali speciali di sicurezza non avevano il diritto di esaminare le prove contro di loro. A partire dal 1943 il numero dei processati e condannati dai tribunali aumentò drasticamente, anche se il numero delle condanne a morte rimase stabile. L'aumento del numero di condanne era dovuto alla necessità di manodopera schiava per le fabbriche e le miniere del Manciukuò, poiché le tradizionali forniture di manodopera schiava dalla Cina settentrionale vennero disturbate dalla seconda guerra mondiale, quindi la maggior parte dei condannati vennero condannati a lavorare nelle fabbriche e nelle miniere. Lo storico americano Thomas David Dubois ha scritto che il sistema legale del Manciukuò attraversò due fasi: la prima durata dal 1931 al 1937, quando i giapponesi volevano mostrare al mondo uno stato con un sistema giuridico ultramoderno che doveva essere un brillante tributo agli asiatici che lavoravano insieme in fratellanza; e la seconda dal 1937 al 1945, quando il sistema legale diventò più uno strumento per la mobilitazione totalitaria della società per la guerra totale.

## Economia
Il Manciukuò sperimentò una rapida crescita economica e progressi nei suoi sistemi sociali. Durante gli anni '20, l'esercito giapponese, sotto l'influenza delle teorie del Wehrstaat (Stato di difesa), popolari con la Reichswehr, aveva iniziato a sostenere la propria versione del Wehrstaat, lo "stato di difesa nazionale" totalitario che avrebbe mobilitato un'intera società per la guerra in tempo di pace. Un'ulteriore influenza sulla scuola giapponese della "guerra totale", che tendeva ad essere molto anticapitalista, fu il primo piano quinquennale nell'Unione Sovietica, che fornì un esempio di rapida crescita industriale ottenuta senza capitalismo. Almeno in parte, il motivo per cui l'Armata del Kwangtung s'impadronì della Manciuria nel 1931 fu per usarla come laboratorio per creare un sistema economico orientato allo "stato di difesa nazionale"; la Manciuria coloniale offriva possibilità all'esercito di realizzare drastici cambiamenti economici che non erano possibili in Giappone. Fin dall'inizio, l'esercito intendeva trasformare il Manciukuò nel cuore industriale dell'impero e, a partire dal 1932, sponsorizzò una politica di industrializzazione forzata che era strettamente modellata sul piano quinquennale dell'Unione Sovietica. Riflettendo un'antipatia per il capitalismo, le Zaibatsu vennero escluse dal Manciukuò e tutte le fabbriche dell'industria pesante vennero costruite e possedute da corporazioni di proprietà dell'esercito. Nel 1935 ci fu un cambiamento quando il "burocrate riformista" Nobusuke Kishi venne nominato viceministro dello Sviluppo Industriale. Kishi convinse l'esercito a consentire alle zaibatsu d'investire nel Manciukuò, sostenendo che far eseguire allo stato l'intera industrializzazione del Manciukuò costava troppi soldi. Kishi aprì la strada ad un sistema elitario in cui burocrati come lui sviluppavano piani economici, che la zaibatsu doveva poi realizzare. Kishi riuscì a mobilitare capitali privati in un contesto fortemente statale: diresse l'economia per raggiungere il suo obiettivo di aumentare notevolmente la produzione industriale, mostrando allo stesso tempo totale indifferenza per i lavoratori cinesi sfruttati che lavoravano duramente nelle fabbriche del Manciukuò; lo storico americano Mark Driscoll descrisse il sistema di Kishi come un sistema "necropolitico", in cui i lavoratori cinesi venivano letteralmente trattati come ingranaggi disumanizzati all'interno di una vasta macchina industriale. Il sistema a cui Kishi aprì la strada in Manciuria di un'economia a guida statale in cui le società facevano i loro investimenti su ordine del governo servì poi da modello per lo sviluppo del Giappone dopo il 1945 , anche se non con lo stesso livello di sfruttamento brutale del Manciukuò. Negli anni '30, il sistema industriale del Manciukuò era tra le più avanzate, rendendolo una delle potenze industriali della regione.  Alla fine degli anni '30 la produzione di acciaio del Manciukuò superava quella del Giappone. Molte città della Manciuria vennero modernizzate durante il periodo del Manciukuò. Tuttavia, gran parte dell'economia del paese era spesso subordinata agli interessi giapponesi e, durante la guerra, le materie prime affluivano in Giappone per sostenere lo sforzo bellico. Le terre tradizionali vennero prese e ridistribuite agli agricoltori giapponesi, con gli agricoltori locali trasferiti e costretti alle unità di agricoltura collettiva su aree di terra più piccole.

## Trasporti
I giapponesi costruirono un sistema ferroviario efficiente e imponente che funziona ancora bene oggi. Conosciuta come Ferrovia della Manciuria Meridionale o Mantetsu, questa grande società arrivò a detenere grandi partecipazioni in molti progetti industriali in tutta la regione. Il personale del Mantetsu fu attivo nella pacificazione della Cina occupata durante la seconda guerra mondiale. Tuttavia, la maggior parte delle linee ferroviarie nel Manciukuò erano di proprietà della Ferrovia Nazionale del Manciukuò, che, sebbene teoricamente indipendente, era gestita e gestita interamente dal Mantetsu.

## Forze armate

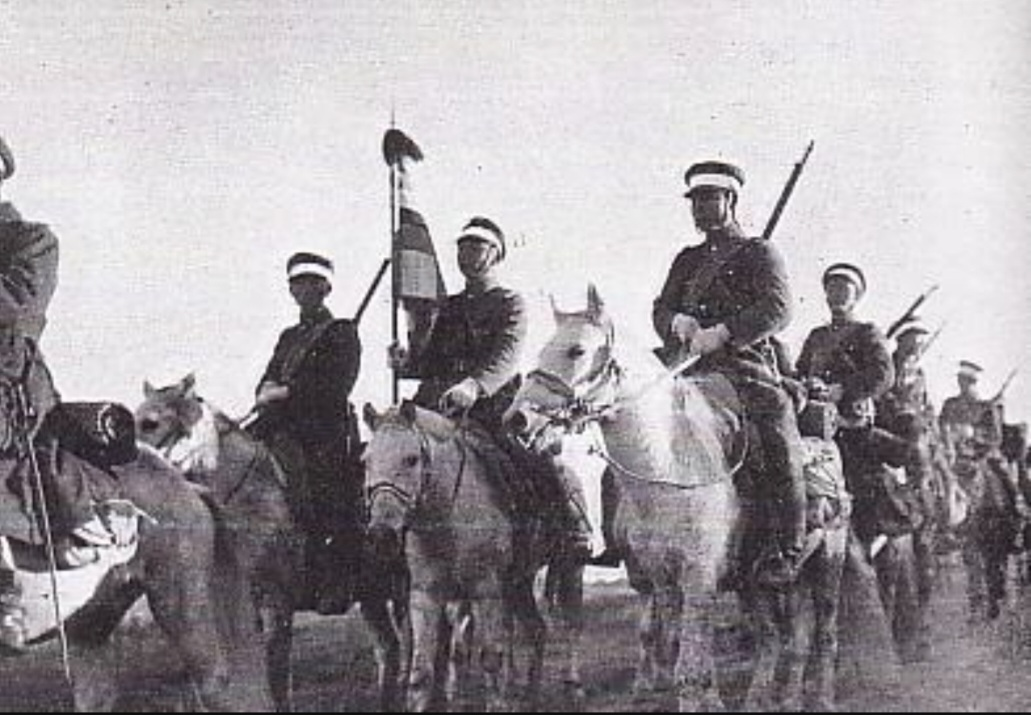
Cavalleria dell'Esercito imperiale del Manciukuò

L'Esercito imperiale del Manciukuò era la componente terrestre delle forze armate dell'Impero del Manciukuò e consisteva, secondo alcune stime, da ben 170.000 a 220.000 soldati al suo apice nel 1945, essendo stato formalmente stabilito dalla Legge sull'esercito e sulla marina del 15 aprile 1932. La forza comprendeva membri di tutti i principali gruppi etnici del Manciukuò, addestrati e guidati da istruttori e consiglieri giapponesi. Nonostante i numerosi tentativi da parte dei giapponesi di migliorare la capacità di combattimento dell'esercito imperiale ed infondere uno spirito patriottico manciukuò tra le sue truppe, la maggior parte delle sue unità era considerata inaffidabile dagli ufficiali giapponesi. Il loro ruolo principale era quello di combattere gli insorti del Partito Nazionalista e del Partito Comunista, che continuavano a resistere all'occupazione giapponese della Cina nordorientale, e occasionalmente l'Esercito imperiale del Manciukuò prese parte ad operazioni contro l'Esercito Rivoluzionario Nazionale cinese e l'Armata Rossa sovietica (di solito a sostegno dell'Esercito imperiale giapponese). Inizialmente i suoi membri erano ex soldati dell'esercito del signore della guerra del maresciallo Zhang Xueliang che si erano arresi al Giappone durante l'invasione giapponese della Manciuria. Ma poiché gli ex soldati del Giovane Maresciallo in gran parte non erano fedeli al nuovo regime e si comportavano male contro i partigiani, il nuovo governo del Manciukuò si sforzò di reclutare, e in seguito arruolare, nuovi soldati. Nel 1934 venne approvata una legge che stabiliva che solo coloro che erano stati addestrati dal governo del Manciukuò potevano servire come ufficiali. La legge sulla requisizione di forniture militari del 13 maggio 1937 consentiva alle autorità giapponesi e del Manciukuò di arruolare lavoratori forzati. L'effettiva chiamata dei coscritti per l'esercito non iniziò fino al 1940, momento in cui tutti i giovani ricevettero una visita medica e il 10% doveva essere selezionato per il servizio. Tra il 1938 e il 1940 vennero istituite diverse accademie militari per fornire un nuovo corpo di ufficiali all'esercito imperiale, inclusa una scuola specifica per l'etnia mongola.
Dopo aver combattuto contro gli insorti tra l'inizio e la metà degli anni '30, l'esercito imperiale del Manciukuò svolse principalmente un ruolo di supporto durante le azioni nella Mongolia interna contro le forze cinesi, con notizie che affermavano che alcune unità manciukuoane si erano comportate abbastanza bene. Successivamente combatté contro l'Armata Rossa sovietica durante le guerre di confine tra Unione Sovietica e Giappone. Nel maggio 1939, una scaramuccia tra la cavalleria manciukoana e quella mongola s'intensificò quando entrambe le parti portarono rinforzi ed iniziarono la battaglia di Khalkhin Gol. Sebbene non si siano comportati bene nella battaglia in generale, i giapponesi considerato le loro azioni abbastanza decenti da giustificare l'espansione dell'esercito del Manciukuò. Per tutti gli anni '40 l'unica azione che vide fu contro i guerriglieri comunisti ed altri ribelli, sebbene i giapponesi scelsero di fare affidamento solo sulle unità più d'élite mentre la maggior parte era usata per guarnigione e compiti di sicurezza. Sebbene il Giappone si fosse impegnato a dotare le forze del Manciukuò di un po' di artiglieria (oltre all'ampia varietà che aveva ereditato dall'esercito di Zhang Xueliang) insieme ad alcuni vecchi tankette ed autoblindo, la cavalleria era l'arma più efficace e sviluppata dell'esercito imperiale. Questa era la forza che venne affrontata da 76 divisioni dell'Armata Rossa agguerrite trasferite dal fronte europeo nell'agosto 1945 durante l'invasione sovietica della Manciuria. L'arma di cavalleria vide la maggior parte dell'azione contro l'Armata Rossa, ma l'esercito del Manciukuò ed i suoi esauriti alleati giapponesi del Kwantung vennero rapidamente spazzati via dall'offensiva sovietica. Mentre alcune unità rimasero fedeli ai loro alleati giapponesi ed opposero resistenza, molte si ammutinarono contro i loro consiglieri giapponesi mentre altre si dissolsero semplicemente nelle campagne. Molti di questi soldati dell'esercito del Manciukuò si sarebbero poi uniti ai comunisti, poiché i nazionalisti cinesi avrebbero giustiziato gli ex collaboratori del Giappone, diventando un'importante fonte di manodopera e attrezzature per i comunisti nella regione.

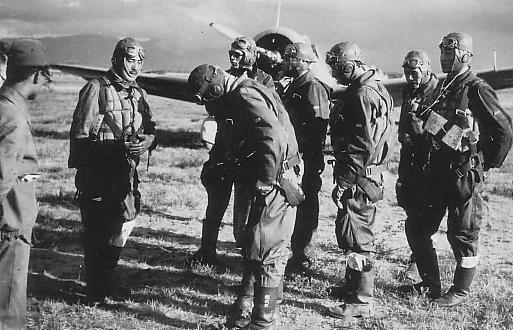
Piloti dell'Aeronautica Iimperiale del Manciukuò con un Nakajima Ki-27 dietro, 1942

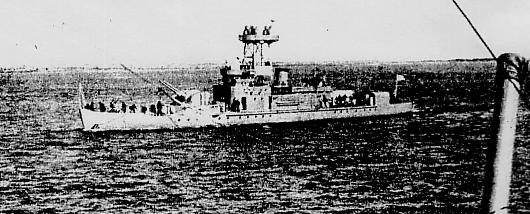
Nave della Marina Imperiale del Manciukuò

Le altre due armi, l'Aeronautica Imperiale del Manciukuò e la Marina Imperiale del Manciukuò, erano piccole e sottosviluppate, in gran parte esistenti come forze simboliche per dare legittimità al regime del Manciukuò. Un'aeronautica venne istituita nel febbraio 1937, con 30 uomini selezionati dall'Esercito imperiale del Manciukuò che vennero addestrati presso l'arsenale di aerei dell'Armata giapponese del Kwantung ad Harbin (inizialmente l'Armata del Kwantung non si fidava abbastanza dei Manciukuò per addestrare una forza aerea nativa per loro). Il predecessore dell'Aeronautica Imperiale era la Compagnia di Trasporto Aereo della Manciuria (in seguito ribattezzata Manchukuo National Airways), una compagnia aerea paramilitare costituita nel 1931, che intraprese missioni di trasporto e ricognizione per l'esercito giapponese. La prima unità aerea era situata a Xinjing (Changchun), equipaggiata con un solo Nieuport-Delage NiD 29 e venne successivamente ampliata con bombardieri leggeri Nakajima Army Type 91 e Kawasaki Type 88. Vennero istituite altre due unità aeree, ma subirono una battuta d'arresto quando un centinaio di piloti presero i loro aerei e disertarono verso gli insorti dopo aver ucciso i loro istruttori giapponesi. Tuttavia, nel 1942 dal primo gruppo di allievi vennero formati tre squadroni di caccia, equipaggiati con caccia Nakajima Ki-27 oltre ad addestratori Tachikawa Ki-9 e Tachikawa Ki-55, insieme ad alcuni trasporti Mitsubishi Ki-57. Nel 1945, a causa dei bombardamenti americani, vennero dotati di caccia Nakajima Ki-43 per avere maggiori possibilità di intercettare i B-29 Superfortress. Alcuni piloti assistettero all'azione contro i bombardieri americani e almeno un pilota del Ki-27 abbatté un B-29 speronandovi contro il suo aereo in un attacco kamikaze. L'aeronautica cessò praticamente di esistere con l'invasione sovietica, ma ci furono casi isolati di aerei manciukuoani che attaccarono le forze sovietiche. La Marina imperiale del Manciukuò esisteva principalmente come una piccola flottiglia fluviale e consisteva principalmente di piccole cannoniere e motovedette, sia navi cinesi catturate che alcune aggiunte giapponesi. L'anziano cacciatorpediniere giapponese Kashi venne prestato alla flotta Manciukuoana dal 1937 al 1942 come Hai Wei prima di tornare alla Marina imperiale giapponese. Queste navi erano per lo più equipaggiate da marinai giapponesi. Inoltre, esistevano anche diverse unità specializzate operanti al di fuori della struttura di comando principale dell'esercito. Le Guardie imperiali del Manciukuò erano formate da soldati di discendenza etnica manciù, incaricati della protezione dell'Imperatore Kangde (Pu Yi) e di alti ufficiali, oltre a fungere da una guardia d'onore. Nonostante ciò prese parte ai combattimenti ed era considerata un'unità efficace. Per tutti gli anni '30 venne istituito un "Esercito d'indipendenza mongolo" composto da circa 6.000 reclute di etnia mongola e combatté la propria guerra contro i banditi con un certo successo. Venne ampliato nel 1938 ma si fuse con l'esercito imperiale regolare nel 1940, sebbene le unità mongole continuarono a funzionare bene. Uno speciale distaccamento coreano venne formato nel 1937 su iniziativa personale di un uomo d'affari di origine coreana. L'unità era piccola ma si distinse nel combattimento contro la guerriglia comunista e venne notata dai giapponesi per il suo spirito marziale, diventando una delle poche unità fantoccio a guadagnarsi il rispetto dei suoi superiori giapponesi.

### Polizia
Il governo del Manciukuò istituì anche una forza di polizia per le attività generali di applicazione della legge. Comprendeva anche una polizia marittima.

## Vivisezione umana
Uno dei fatti più tragici nel Manciukuò fu la serie di test di armi batteriologiche nella tristemente nota unità 731, posta vicino a Harbin, dal 1935 al 1945. Le vittime, perlopiù cinesi, coreani e russi, venivano inoltre sottoposte a vivisezione, a volte senza anestesia. La storia dell'Unità 731 è rimasta poco conosciuta per diversi decenni, perché gli Stati Uniti risparmiarono i responsabili dell'area dai processi per crimini di guerra in cambio dei risultati degli esperimenti.

## Sport
La nazionale di calcio del Manciukuò fu attiva dal 1939 al 1942.

## Educazione
Lo stato del Manciukuò sviluppò un efficiente sistema di educazione pubblica.
Furono fondate molte scuole e istituti tecnici (12.000 scuole elementari, 200 scuole medie, 140 istituti magistrali e 50 istituti tecnici e professionali), per istruire un totale di 600.000 giovani e 25.000 insegnanti. A questi, si aggiungevano 1.600 scuole private (che necessitavano del permesso giapponese per poter esercitare) e 150 scuole di missionari. Inoltre, nella città di Harbin, vi erano 25 scuole russe.

## Nella cultura di massa
- in Tintin: Il loto blu di Hergé del 1934, Tintin e Snowy sono invitati in Cina nel bel mezzo dell'invasione giapponese della Manciuria del 1931, dove rivelano le macchinazioni delle spie giapponesi e scoprono un giro di traffico di droga.
- Nel libro di Haruki Murakami L'uccello che girava le viti del mondo ci sono numerosi riferimenti a eventi della storia del Manciukuò che emergono dalla memoria di vari personaggi. Gli avvenimenti del passato inoltre nel libro sembrano la chiave per capire l'ascesa politica del cognato del protagonista.
- Il film di Bertolucci L'ultimo imperatore, tratto dall'autobiografia di Pu Yi, mostra una visione del Manciukuò come tentativo di modernizzazione e costruzione di uno stato moderno fallito a causa della corruzione interna e della spinta imperialistica giapponese.
- Ne La condizione umana (1959) di Masaki Kobayashi, Kaji, il protagonista, è un supervisore del lavoro assegnato a una forza lavoro composta da prigionieri cinesi in una grande operazione mineraria nella Manciuria colonizzata dai giapponesi.[133]
- Il western coreano del 2008 Il buono, il matto, il cattivo è ambientato nel deserto della Manciuria degli anni '30.
- il romanzo di Michael Chabon del 2007 Il sindacato dei poliziotti yiddish; in questo 2007 alternativo il Manciukuò si è staccato dal resto della Cina, è una nazione indipendente a sé stante ed ha il proprio programma spaziale.

### Annotazioni
1. ↑  Sebbene l'imperatore de jure Pu Yi fosse d'etnia manciù, il cinese standard, denominato "mancese", ed il giapponese erano usati come lingue ufficiali de facto. Il giapponese era la prima lingua ufficiale negli uffici militari e governativi e la lingua d'insegnamento nella maggior parte delle istituzioni educative. C'erano anche residenti le cui lingue native erano il mongolo e il russo. C'era anche la lingua Kyowa come una semplice forma di giapponese. Dal gennaio 1938, il cinese (denominato mancese), il giapponese e il mongolo vennero designati come lingue nazionali ed insegnati nelle classi.[1]
2. ↑  Sebbene i territori passassero sotto la giurisdizione del governo nazionalista prima che la guerra civile cinese giungesse alla sua conclusione nel 1949, la breve occupazione sovietica contribuì a trasformare la regione in una potenza base per le truppe comuniste cinesi guidate da Mao Zedong dove l'Esercito Popolare di Liberazione avrebbe potuto rifornirsi di equipaggiamento giapponese e ottenere un vantaggio strategico contro l'Esercito Rivoluzionario Nazionale guidato da Chiang Kai-shek.

### Fonti
1. ↑  (JA) 張守祥, 「満洲国」における言語接触 : 新資料に見られる言語接触の実態, in 人文, n. 10, 学習院大学, 2011,  pp. 52-53 (p.51-68), ISSN 1881-7920 (WC · ACNP).
2. ↑  
 Bruno Migliorini et al., Scheda sul lemma "Manciukuò", in Dizionario d'ortografia e di pronunzia, Rai Eri, 2010, ISBN 978-88-397-1478-7.
3. 1 2   Cina ~ Antichi Stati ~ Impero Manchukuo, su portalestoria.net. URL consultato il 4 ottobre 2019 (archiviato dall'url originale il 4 luglio 2016).
4. ↑   C. Peter Chen, Manchurian Strategic Offensive Operation | World War II Database, su World War II Database. URL consultato il 10 settembre 2015 (archiviato il 4 settembre 2015).
5. ↑  McCormack, 1977, p. 4.
6. 1 2  Pʻan, 1938, p. 8.
7. ↑   Top 10 attractions in Changchun, China, su china.org.cn. URL consultato l'11 aprile 2019 (archiviato il 7 luglio 2018).
8. ↑  Smith, 2012, p. 219.
9. ↑  Tamanoi, 2000, p. 249.
10. ↑  Giles, 1912, p. 8.
11. ↑  Garcia, 2012, p. 15.
12. ↑  Hauer, 2007, p. 117.
13. ↑  Dvořák, 1895, p. 80<ref>
14. ↑  Wu, 1995, p. 102.
15. ↑  Zhao, 2006, pp. 4, 7–14.
16. ↑  Clausen, 1995, p. 7.
17. ↑   Russia e Cina mettono fine a una disputa sul confine che dura da 300 anni, in BBC News, 10 novembre 1997. URL consultato il 14 agosto 2010 (archiviato il 6 novembre 2011).
18. ↑   Ian Nish, Le origini della guerra russo-giapponese, Routledge, 2014,  p.  31., ISBN 9780582491144.
19. ↑   Jay Robert Nash, Spies: A Narrative Encyclopedia of Dirty Tricks and Double Dealing from Biblical Times to Today, M. Evans, 28 ottobre 1997,  p. 99, ISBN 978-1-4617-4770-3.
20. ↑   Marie-Claire Bergère e Janet Lloyd, Sun Yat-sen, Stanford University Press, 1998,  p. 132, ISBN 978-0-8047-4011-1.
21. ↑   Gerald Horne, Race War!: White Supremacy and the Japanese Attack on the British Empire, NYU Press, 2005,  p. 252, ISBN 978-0-8147-3641-8.
22. ↑   Dooeum Chung, Fascismo élitista: le camicie blu di Chiang Kaishek nella Cina degli anni '30, Ashgate, 2000,  p. 61, ISBN 978-0-7546-1166- 0.
23. ↑   Dooeum Chung, A re-evaluation of Chiang Kaishek's blueshirts: Chinese fascism in the 1930s, Università di Londra, 1997,  p. 78.
24. ↑   Rodney Carlisle, Encyclopedia of Intelligence and Counterintelligence, Routledge, 26 marzo 2015,  p. 71, ISBN 978-1-317-47177-6.
25. 1 2 3 4 5 6 7 8  Young, 1998, p. 33.
26. 1 2  Young, 1998, p. 89.
27. 1 2  Young, 1998, p. 31.
28. 1 2 3  Young, 1998, p. 34.
29. ↑   Jonathan Fenby, Generalissimo: Chiang Kai-shek e la Cina perduta, Londra, Free, 2003,  p. 103, ISBN 9780743231442.
30. 1 2  Young, 1998, p. 38.
31. ↑  Reginald Fleming Johnston, p. 438.
32. ↑   Zhang Shaosi, 中国抗日战争大辞典 [La guerra cinese anti-giapponese], Casa Editrice di Wuhan, 1995,  p. 389.
33. ↑   Between World Wars (archiviato dall'url originale il 31 ottobre 2006).
34. ↑   Xu Chongde, 中华法学大辞典·宪法学卷 [Chinese Law Dictionary·Constitution Volume], China Procuratorate Press, 1995.
35. ↑   Wei Hongyuan, 伪满洲国的成立 [The establishment of Manchukuo], Casa Editrice Popolare di Liaoning, 1998.
36. ↑   Continent, coast, ocean: dynamics of regionalism in Eastern Asia de Universiti Kebangsaan Malaysia. Institut Alam dan Tamadun Melayu, Institute of Southeast Asian Studies p.20 (archiviato dall'url originale il 13 giugno 2014).
37. ↑   Shin·ichi Yamamuro, Manchuria under Japanese domination, traduzione di Fogel, Joshua A., Philadelphia, Pa., University of Pennsylvania Press, 2006,  pp. 116–117, ISBN 9780812239126.
38. ↑   MANCHUKUO, su banknote.ws. URL consultato l'11 dicembre 2016 (archiviato il 29 novembre 2016).
39. ↑   211/1/138 Future of American Trade with Manchukuko., Roy H Akagi, 3 giugno 1940, consultato nel settembre 2009
40. ↑   Stamp Atlas China, su sandafayre.com. URL consultato l'11 dicembre 2016 (archiviato dall'url originale il 22 febbraio 2013).
41. ↑  Young, 1998, pp. 88-93.
42. ↑  Young, 1998, p. 95.
43. 1 2  Young, 1998, p. 85.
44. ↑   Chinese Eastern Railway, Cina, su Encyclopædia Britannica. URL consultato l'11 dicembre 2016 (archiviato il 21 dicembre 2016).
45. ↑   Stimson Doctrine, 1932, su 2001-2009.state.gov, Dipartimento di Stato degli Stati Uniti. URL consultato il 10 dicembre 2016.
46. ↑   Ian Hill Nish, Politica estera giapponese nel periodo tra le due guerre, Westport, CT, Praeger, 2002,  p. 95, ISBN 0-275-94791-2.
47. ↑  Turns, David. Stimson Doctrine of Non-Recognition: Its Historical Genesis and Influence on Contemporary International Law, The. Chinese J. Int'l L. 2 (2003): 123.
48. ↑   Stephen Kotkin, Mongolia in the Twentieth Century: Landlocked Cosmopolitan, Routledge, 2000,  p. 123, ISBN 0765605368.
49. ↑   Генеральное консульство СССР в Харбине (archiviato dall'url originale il 18 marzo 2014).
50. ↑  Igor Ivanov (2002). Outline of the History of the Minister of Foreign Affairs of Russia. In russo. OLMA Media Group, pag. 219
51. ↑   Cronologia della Cina negli anni '40 (archiviato dall'url originale il 23 ottobre 2014). . Facoltà di Giurisprudenza dell'Università di Osaka. Consultato il 29 dicembre 2017.
52. ↑  K. A. Karayeva.  МАНЬЧЖОУ ГО (1931–1945): «МАРИОНЕТОЧНОЕ» ГОСУДАРСТВО В СИСТЕМЕ МЕЖДУНАРОДНЫХ ОТНОШЕНИЙ НА ДАЛЬНЕМ ВОСТОКЕ (PDF).. Archivi dell'Università federale degli Urali.
53. ↑   Valente, Gianni, Vatican-Manchukuo, mea culpas are not necessary, su 30giorni (archiviato dall'url originale il 3 febbraio 2014).
54. ↑   John Pollard, The Papacy in the Age of Totalitarianism, Oxford University Press, 2014,  p.  329., ISBN 978-0199208562.
55. ↑  (FI) Suomen diplomaattiset suhteet ulkovaltoihin 1918 –1996, collana Ulkoasiainministeriön julkaisuja, Helsinki, Ministero degli Affari Esteri della Finlandia, 1997,  p. 139, ISBN 951-724-118-6.
56. ↑   Alvin D. Coox, Nomonhan : Japan against Russia, 1939, 1ª ed., Stanford, California, Stanford University Press, 1990,  p. 841, ISBN 978-0804718356.
57. 1 2 3  Jowett, 2004, pp. 36-38.
58. ↑  Behr, 1987, p. 285.
59. ↑  Borisov, O. (1977). The Soviet Union and the Manchurian Revolutionary Base (1945–1949). Mosca, Progress Publishers.
60. ↑  Paul K. Maruyama, Escape from Manchuria (iUniverse, 2009) ISBN 978-1-4502-0581-8 (edizione rilegata), 9781450205795 (edizione tascabile), basato sui precedenti libri in giapponese di K. Maruyama (1970), M. Musashi (2000) ed altre fonti
61. ↑   Articolo della Columbia Encyclopedia sul Manciukuò (archiviato dall'url originale il 13 marzo 2007).
62. ↑   Kevin Michael Doak, Review: Sovereignty and Authenticity: Manchukuo and the East Asian Modern by Prasenjit Duara, in The Journal of Japanese Studies, vol. 30, n. 2, 2004,  pp. 502-507, DOI:10.1353/jjs.2004.0054, ISSN 0095-6848 (WC · ACNP), JSTOR 25064511.
63. 1 2  Young, 1998, pag. 269.
64. 1 2  Young, 1998, p. 278.
65. ↑  Young, 1998, p. 293.
66. 1 2  Fogel, 1995, p. 125.
67. ↑  Young, 1998, pp. 296-297.
68. 1 2 3  Young, 1998, p. 298.
69. ↑  Young, 1998, pp. 269-270.
70. ↑  Young, 1998, p. 282.
71. ↑  Young, 1998, p . 294.
72. 1 2 3  Young, 1998, p. 302.
73. ↑  Fogel, 1995, pag. 126.
74. ↑  Young, 1998, p. 287.
75. 1 2 3 4 5  Young, 1998, p. 276.
76. ↑  Fogel, 1995, p. 124.
77. 1 2  Fogel, 1995, p. 126.
78. ↑  Young, 1998, p. 299.
79. ↑  Hotta, 2007, p. 128.
80. 1 2  Hotta, 2007, p. 126.
81. ↑   Odd Arne Westad, Restless Empire: China and the World Since 1750, Basic Books, 2012,  p.  252., ISBN 978-0465056675.
82. ↑   Gerald David Kearney, Jews Under Japanese Domination, 1939–1945, in Shofar: An Interdisciplinary Journal of Jewish Studies, vol. 11, n. 3, 1993,  pp. 54-69, DOI:10.1353/sho.1993.0047.
83. 1 2 3   Ember, M., Ember, C.R. e Skoggard, I. (a cura di), Encyclopedia of Diasporas: Immigrant and Refugee Cultures Around the World, Springer, 2005,  p.  159., ISBN 9780306483219.
84. ↑  Tamanoi, 2000, p. 253.
85. ↑  Tamanoi, 2000, p. 255.
86. ↑   Rowena Rione, Left Behind: la sconfitta del Giappone in tempo di guerra e le donne bloccate di Manchukuo, in The Asia Pacific Journal, vol. 5, n. 3, 1º marzo 2007, ISSN 1557-4660 (WC · ACNP) (archiviato il 12 gennaio 2016).
87. ↑   Colin Mackerras, Etnia in Asia, Psychology Press, 2003,  p. 59, ISBN 9780415258166.
88. ↑   Il Giappone e gli ebrei: il Piano Fugu, un libro e la storia, su Mosaico-cem.it.
89. ↑   Il piano Fugu: colonizzare la Manciuria con gli ebrei, su Lanostrastoria.corriere.it.
90. ↑  DuBois, 2008, pp. 287-288.
91. 1 2  DuBois, 2008, p. 292.
92. ↑  Behr, 1987, p. 218.
93. ↑  DuBois, 2008, p. 293.
94. 1 2  DuBois, 2008, pp. 293-294.
95. ↑  DuBois, 2010, pp. 751-752.
96. ↑  DuBois, 2008, pp. 294-295.
97. ↑  DuBois, 2008, pag. 298.
98. ↑  DuBois, 2010, p. 752.
99. 1 2 3  DuBois, 2010, p. 753.
100. ↑  DuBois, 2010, pp. 753-754.
101. 1 2  DuBois, 2010, p. 757.
102. ↑  DuBois, 2010, pp. 757-758.
103. ↑  DuBois, 2010, p. 758.
104. ↑  DuBois, 2010, p. 761.
105. ↑  DuBois, 2010, pp. 762-763.
106. ↑  DuBois, 2008, p. 300.
107. ↑  DuBois, 2008, p. 302.
108. 1 2  DuBois, 2008, p. 306.
109. 1 2 3 4  DuBois, 2008, pag. 308.
110. 1 2  DuBois, 2008, p. 309.
111. 1 2 3  DuBois, 2008, p. 310.
112. 1 2 3 4  DuBois, 2008, p . 311.
113. 1 2  DuBois, 2008, p. 312.
114. ↑  DuBois, 2008, pp. 312-313.
115. ↑  DuBois, 2008, p. 313.
116. ↑  DuBois, 2008, pp. 313-314.
117. ↑  DuBois, 2008, pp. 315-316.
118. ↑   Joseph Maiolo, Cry Havoc: How the Arms Race Drove the World to War, 1931–1941, New York, Basic Books, 2010,  pp.  28-30., ISBN 978-0465032297.
119. 1 2   The Unquiet Past Seven decades on from the defeat of Japan, memories of war still divide East Asia, in The Economist, 12 agosto 2015. URL consultato il 9 settembre 2015 (archiviato il 6 settembre 2015).
120. ↑   Prasenjit Duara, The New Imperialism and the Post-Colonial Developmental State: Manchukuo in prospettiva comparata, su japanfocus.org. URL consultato il 25 luglio 2010 (archiviato dall'url originale il 16 giugno 2010).
121. ↑  Glantz, 2003, p. 60.
122. ↑  Jowett, 2004, pp. 35-38.
123. 1 2 3  Jowett, 2004, pp. 7-9.
124. ↑  Jowett, 2004, pp. 22-23.
125. 1 2  Jowett, 2004, pp. 27-28.
126. ↑  Holland, 2008, p. 84.
127. ↑  Jowett, 2004, pp . 11-13.
128. ↑  Jowett, 2004, pp. 25-27.
129. ↑  Jowett, 2004, pp. 15-17.
130. ↑  Jowett, 2004, pp. 90-92.
131. ↑  Jowett, 2004, pp. 31-35.
132. ↑   Unità 731 e gli esperimenti giapponesi su cavie umane, su ditadifulmine.com. URL consultato il 17 ottobre 2011 (archiviato dall'url originale l'8 novembre 2011).
133. ↑   Peter Grilli, Interview with Masaki Kobayashi, su Nihon Cine Art. URL consultato il 15 marzo 2015 (archiviato il 2 aprile 2015).